# Politique (Aristote)
Pour les articles homonymes, voir Politique (homonymie).

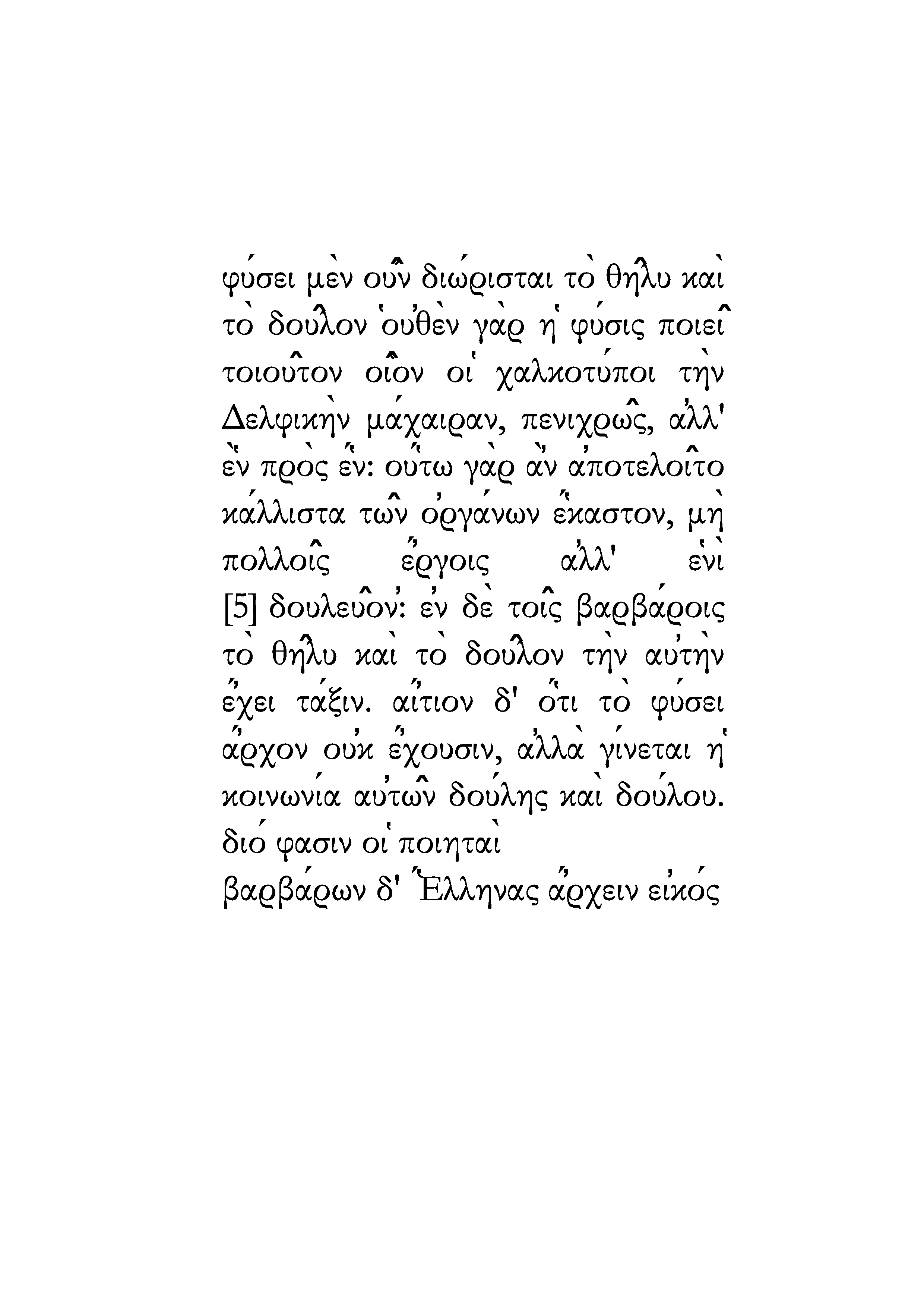
« C’est par nature que la femme et l’esclave sont différents, car la nature ne fait rien avec parcimonie, mais elle fait chaque objet pour un seul usage ; […] Chez les Barbares, la femme et l’esclave ont le même rang. » Politique, Aristote (livre I, 1252 b 1-8).

La Politique, en grec ancien : Πολιτικά, ou  Questions de Politique, est un ouvrage en huit livres d’Aristote, dans lequel le philosophe grec s'attache à étudier les diverses questions que pose la vie d'une cité-État (en grec, πόλις / pólis). L’ouvrage que nous connaissons sous le titre de la Politique est une synthèse constituée de différentes parties, élaborées peu à peu, avec l’aide de nombreux collaborateurs, et à partir d'une abondante documentation et d’une masse d’observations. Un premier traité de politique normative auquel Aristote fait allusion, incluant les livres II, III, et peut-être aussi les livres VII et VIII, a été enrichi durant les années de séjour à Athènes ; Aristote a ensuite retravaillé cet ouvrage de portée plus étendue jusqu'à la fin de sa vie. L’ensemble du Politique peut ainsi être daté de l'époque du Lycée, soit entre 335 et 323 av. J.-C. Au Lycée, le travail d'équipe était de règle, et l'enseignement allait de pair avec la recherche. L’ouvrage n'était  pas destiné à la publication mais à l'enseignement d’Aristote : à l’occasion de ses nouvelles leçons, le philosophe traite parfois les mêmes thèmes de manière différente en les illustrant d’exemples toujours plus nombreux, et modifie, à la lumière de nouvelles études ou de nouvelles conceptions, les jugements qu'il a précédemment portés ; l’œuvre présente ainsi certaines incohérences et des ambiguïtés, mais qui ne remettent pas en cause toute sa politique ou son éthique. 
L'ouvrage a été redécouvert au Moyen Âge avec la traduction latine qu'en a faite Guillaume de Moerbeke au XIIIe siècle et qui servira de base au commentaire de saint Thomas d'Aquin intitulé In octo libros Politicorum Aristotelis commentarii. Il a été abondamment commenté depuis lors et peut être vu comme le fondement de la manière dont nous pensons les choses humaines. L’ampleur et l’importance des problèmes politiques étudiés dans cet ouvrage par Aristote font de lui l’un des principaux artisans du progrès des sciences morales et politiques, sinon leur véritable fondateur.

## Présentation générale

### Travaux préparatoires
La pensée politique d’Aristote a mûri et s’est développée pendant de longues années, et après de nombreux travaux. Les recherches et publications qui ont préparé le grand ouvrage que nous connaissons aujourd’hui sont d’abord les deux livres sur le Politique (perdus), qui avaient été suggérés à Aristote par le Politique de Platon, et les quatre volumes Sur la Justice ; vinrent ensuite le livre Sur la Royauté, le dialogue Alexandre ou Sur la Colonisation (également perdu), le recueil juridique des Revendications des Cités, Δικαιώματα πόλεων / Dikaiomata, et les études sur les Constitutions. 

### Forme, date, sujet
La Politique, commencée très tôt, est restée en chantier presque jusqu’à la mort d’Aristote. L’ouvrage se présente, en maints endroits, moins comme un traité parfaitement achevé, que comme un recueil de cours professés par Aristote devant l’auditoire de ses disciples, successivement à Assos, à Mytilène ou au Lycée — cours que l’on désigne sous le terme d’ouvrages acroamatiques ou ésotériques —. Tous les exégètes ont en effet relevé des disparates de ton et de style, mais aussi des incohérences, des lacunes et des développements incomplets. Publiée après la mort d’Aristote, la Politique n’a pas pu bénéficier des dernières retouches nécessaires qui lui auraient donné une forme plus harmonieuse. Mais dans son état actuel, elle possède une unité de composition avec de nombreuses références qui lient entre elles les différentes parties de l’œuvre. Ces références supposent, d’après Werner Jaeger, une révision d’ensemble par Aristote lui-même. L’œuvre peut être datée des dernières années du Lycée, soit de 330 à 323 av. J.-C.
Comme le suggère le titre de l'ouvrage, Aristote s’attache à déchiffrer le comportement politique des hommes et à comprendre ce qui est en jeu sous l’expression vie politique (βίος πολιτικός), un terme pris ici dans un sens très large, englobant la recherche rationnelle de ce qui est bon pour l'homme vivant au sein d’une communauté, tant sur le plan individuel que collectif. Par rapport à l’activité pratique, la politique est en effet définie par Aristote comme la plus haute de toutes les disciplines, elle est la « science souveraine entre toutes » car elle est capable de nous diriger dans la connaissance du Souverain Bien, la fin en vue de laquelle s’exercent toutes nos activités ; elle a pour but d'établir le bien de tous au moyen de la justice, c'est-à-dire l’intérêt général. L'ouvrage présente en même temps les difficultés propres à la science politique et pose la question de savoir ce qu'est une philosophie politique.

### Ordre des livres
Les marques d’inachèvement de la Politique ont incité un certain nombre d’éditeurs, depuis Nicolas Oresme (dont la traduction daterait de 1370), jusqu’au début du XXe siècle, à effectuer des transpositions dans l’ordre des livres ou dans les parties de l’ouvrage, au nom d’une logique plus rigoureuse, mais qui se révèle toujours subjective. Il convient de souligner cependant, avec Pierre Pellegrin, que « la question de l’ordre des livres est peut-être hors de notre portée. » Quant à la question, elle aussi controversée, de l’unité de cette œuvre, elle est réelle sur le fond, selon Jean Aubonnet, malgré l’existence probable, sur la forme, de versions d’époques diverses : « Les matériaux qui forment le fond du traité sont de la main d’Aristote et le tout relève d’une même pensée qui a établi le plan de la Politique et souvent en a réglé jusqu’aux moindres détails ». Il plaide en faveur de l’ordre traditionnel des livres (c’est-à-dire l’ordre successif de I à VIII) qui se justifie par les arguments suivants : c’est le seul qui nous ait été transmis par la tradition remontant au moins à la fin du IIIe siècle av. J.-C., c’est le seul que donnent tous les manuscrits, et c’est même « le seul logique et cohérent » selon plusieurs érudits. Selon le mot de Léon Robin qui adopte la même position que Jean Aubonnet aux éditions des Belles Lettres, il vaut donc mieux « s’en tenir à l’ordre consacré », qui est l’ordre suivi par un grand nombre d’éditeurs au XXe siècle. En 1987, Pierre Pellegrin juge légitime cet ordre traditionnel, mais refuse de le prendre comme hypothèse de départ pour soutenir une interprétation.

## Structure philosophique du livre
La Politique est l’un des plus anciens traités de philosophie politique de la Grèce antique. Aristote y examine la façon dont devrait être organisée la cité (en grec, polis). Il discute et critique au livre II les conceptions exposées par Platon dans La République et Les Lois. Reprenant la notion platonicienne d’État idéal (ἀρίστη πολιτεία), il brosse à son tour l’esquisse de l’État le meilleur selon lui, dans les livres VII et VIII, mais il l’établit sur un fondement solidement empirique : les livres IV et VI déploient en effet une richesse inépuisable d’exemples historiques, étudiant des cités-États et des législateurs réels et proposant des traitements pour les multiples formes des maladies de l’État ; les disciples d’Aristote avaient en effet réuni 158 constitutions, dont la Constitution des Athéniens qu'il a lui-même rédigée, résultat d’une vaste recherche sur les régimes en vigueur dans diverses cités grecques ; Aristote étudie également les projets de constitution idéale proposés par les théoriciens Phaleas de Chalcédoine et Hippodamos de Milet. La Politique dans son ensemble offre ainsi le double caractère d’une science politique positive et expérimentale, et la théorie d’un État idéal mais non pas utopique. Idéalisme et réalisme fusionnent donc de façon originale, selon le principe défini par Aristote lui-même à la fin de l’Éthique à Nicomaque, où il expose le plan général de la Politique : « En premier lieu, nous devons chercher à établir ce que nos prédécesseurs ont pu dire de juste sur chacun de ces cas, et ensuite rechercher, à partir de notre collection de constitutions, ce qui permet la conservation des États et ce qui entraîne leur destruction, à la fois en général et dans les cas particuliers des formes singulières des États, et également les causes du fait que les uns sont bien gouvernés et pas les autres. Lorsque nous aurons effectivement fait cela, nous pourrons peut-être connaître mieux comment doit être constitué l’État le meilleur, dont tout État a besoin de connaître l’organisation, les lois et les institutions. »

## Méthode philosophique et scientifique
Pour comprendre le cadre de pensée d'Aristote, il faut garder à l'esprit quelques-unes des notions-clés propres au Stagirite et les caractéristiques principales de sa méthode. 

### Forme, norme et fin
Sur le plan conceptuel, Aristote pose le principe que tous les hommes sont des êtres rationnels, y compris les barbares, les femmes et les esclaves ; dans la théorie des régimes politiques, il met en œuvre les concepts fondamentaux de forme (εἶδος), de norme (ὅρος) et de fin (τέλος). La plus importante de ces normes ou principes de détermination est « la mesure et le juste milieu » (τὸ μέτριον ἄριστον καὶ τὸ μέσον). Elle s’applique aussi bien aux réalités quantifiables comme la population de la cité, qu’aux notions abstraites comme les vertus des citoyens : c’est la grande règle de toute l’éthique d’Aristote, elle est le garant de la vie la meilleure pour les États comme pour les individus. Car la concordance entre vertus individuelles et vertus sociales est totale. Le bonheur, bien différent de la réussite, est entendu comme l’épanouissement spirituel des citoyens ; c’est la fin même de l’État ; il consiste à faire preuve de vertu, et particulièrement des quatre vertus cardinales que sont le courage (ἀνδρεία), la tempérance (σωφροσύνη), la justice (δικαιοσύνη) et la sagesse (φρόνησις). 

### Méthode aporétique
Sur le plan de la méthode, selon l’usage des cours dispensés devant ses étudiants, Aristote conduit la discussion, utilisant la première personne du pluriel. Il suit la méthode aporétique ou diaporématique ; l’aporie (en grec, ἀπορία, embarras, difficulté) reflète parfois l’embarras du chercheur arrêté par une difficulté apparemment inextricable, mais elle peut aussi être une méthode de recherche qui consiste à soulever, discuter et résoudre successivement les diverses difficultés. 

### Méthode analytique
Dès le début du livre I, la méthode analytique est employée pour l’étude de l’homme d’État, (πολιτικός) et de la cité ; elle consiste à diviser un tout composé en ses éléments simples et à les examiner séparément : Aristote use ainsi de distinctions établies dans sa Physique entre composé artificiel et composé naturel ; un composé naturel comme une cité est un tout (τὸ ὃλον) dans lequel Aristote distingue d'une part les conditions nécessaires à son existence et d’autre part, les parties organiques qui composent ce tout. La loi qui régit ce composé naturel est la prééminence du tout sur les parties : la famille est donc plus importante que l’individu, et la cité est prédominante sur la famille. Cette méthode analytique est parfois associée à la méthode génétique qui consiste à « regarder les choses évoluer depuis leur origine », selon les propres mots d’Aristote. 

### Méthode doxographique
Aristote utilise aussi la méthode doxographique consistant à étudier son sujet à l’aide d’un rappel historique de l’opinion de ses prédécesseurs : il peut s’agir aussi bien d’opinions personnelles, que de pensées illustres ou de théories élaborées par les nomothètes, par les sophistes ou par Platon. C’est ainsi que tout le livre II est consacré à l’examen critique des constitutions proposées par Platon et par plusieurs théoriciens politiques, tels Lycurgue et Solon, mais aussi Zaleucos, Charondas ou Dracon. Mais Aristote ne fait pas une histoire des théories politiques grecques, et on ne relève pas chez lui de théorie du progrès. La validité de ces théories naît de deux critères : l’opinion du grand nombre (en grec οἱ πολλοί) et celle des grands théoriciens. Mais il arrive que la diversité des opinions ne fasse apparaître que des divergences insurmontables, comme Aristote le constate à propos de la nature de l’éducation, ses buts et ses méthodes : pour ne pas « compliquer l’enquête », le philosophe use alors de l’argument de convenance. 

### Synthèse de réalisme et d’idéal
Aristote explique lui-même que sa méthode suit également le modèle de la biologie qui a permis la classification scientifique des espèces : cette méthode privilégie le point de vue fonctionnel par rapport au critère purement morphologique. Il dégage ainsi du foisonnement innombrable des phénomènes particuliers que lui offre le réel, la forme abstraite qui définit leur essence ; partant des réalités singulières, il recherche leur loi interne à partir de leurs traits communs ou de régularités, réduisant ainsi la diversité particulière du multiple à quelques types généraux. Ce souci de réalisme poussé à l’extrême semble annoncer, de nos jours, « les méthodes des écoles réalistes scandinaves et réaliste-pragmatique américaine. » Selon le juriste Hans Kelsen, Aristote réalise l’équilibre entre le réalisme et l’idéal ; cet équilibre s’établit à tous les niveaux de l’analyse dans l’union entre la morale traditionnelle de la vertu pratique et l’idéal contemplatif, entre les dieux officiels de l’Olympe et le Dieu unique et immuable, entre la Cité la meilleure possible, plutôt démocratique, et la Constitution idéale monarchique. Ainsi, il affirme qu’il n’existe pas une seule espèce de démocratie, ni une seule espèce d’oligarchie, etc., mais des variétés très différentes. Dès lors, la recherche de la meilleure constitution politique possible dans des circonstances données prend constamment appui, de manière empirique, sur la réalité effective ; or, il y a une téléologie de la vie politique, puisque la fin de l’État, identifiée à la fin éthique de l’individu, est de permettre à l'homme de trouver le bonheur, non dans le sens du bien-être, mais de la valeur spirituelle et morale des citoyens : le nouvel État idéal qu’il esquisse finalement répond à des normes, conditions nécessaires confirmées par l’expérience ; en ce sens, cet État idéal découle non pas d’une spéculation a priori, mais d’une déduction scientifique : au jugement de Werner Jaeger, c’est précisément cette combinaison de pensée normative et de sens de la forme qui fait la grandeur et la puissance d’Aristote. « Ce sens de la forme, capable de maîtriser et d’organiser la multiplicité des faits politiques réels, a empêché sa recherche d’une norme absolue de se rigidifier ; en même temps, sa puissante notion de la fin l’a gardé du relativisme où l’on tombe si facilement lorsqu’on s’abandonne indifféremment à la compréhension de toutes choses. À ces deux points de vue, dans la réunion de ces deux orientations, Aristote est appelé à être considéré comme le modèle de l’attitude scientifique et philosophique moderne. »

## Nature et fin de toute communauté politique
Le point de départ de la Politique est l’examen du développement de la société à partir des communautés élémentaires qui la composent, la famille, le village puis la cité : Aristote détermine ainsi les conditions naturelles fondamentales de toute vie politique et sociale, à savoir les relations d’autorité entre le maître et l’esclave, le mari et la femme, les parents et les enfants. De ces trois relations, seule la question des esclaves en liaison avec l’économie est traitée. Aristote se propose ainsi de définir toutes les caractéristiques qui permettent de comprendre ce qu’est une communauté politique « par nature » (φύσει) et quelle est sa fin ultime. 

### La loi naturelle
Aristote rappelle sa maxime selon laquelle « la nature ne fait rien en vain ». La cité, agrégation de plusieurs villages et familles, est elle-même « une réalité naturelle », et non pas une réalité conventionnelle ou artificielle comme le soutenaient les sophistes. Elle n'est due ni à une convention, ni au hasard ; elle a bien son origine dans les exigences de la nature humaine. On comprend dès lors pourquoi l'homme ne peut qu’être « par nature un animal politique, πολιτικὸν ζῷον », c’est-à-dire un être destiné à vivre en société. 
La cellule fondamentale de la cité est la famille, qui se base elle-même sur la propriété. La cité est une réalité naturelle à un double titre, en ce sens qu’elle est le tout vers lequel tendent comme vers leur achèvement, les communautés naturelles de la famille et du village ; l’État est également naturel, parce que sa fin, la pleine autarcie, est ce qu’il y a de meilleur, c’est la fin que poursuit la nature. 
Mais le pouvoir politique ne pourrait-il pas être considéré comme une autorité violente et contraire à la nature ? À cette objection, Aristote répond par une comparaison avec d'autres pouvoirs : l’autorité du maître sur ses esclaves et celle de l’homme d’État ne sont pas la même chose, car « l’une s’exerce sur des hommes libres par nature, l’autre sur des esclaves ; et le pouvoir du chef de famille est une monarchie alors que l’autorité politique s’exerce sur des hommes libres et égaux ». Aristote entend, par ce recours au critère de la nature, s’opposer aux sophistes et aux disciples d’Antisthène qui ne voyaient dans la cité qu’un produit de la nécessité, artificiel et conventionnel. Mais si cette loi naturelle (φύσις) à l’origine de la cité préside à la nécessaire union de l’homme et de la femme qui fonde la famille, si elle explique même la théorie aristotélicienne de l’esclavage naturel, elle ne préside pas à tout. Οr « seul parmi les animaux, l’homme a un langage » et une raison (λόγος / logos), grâce auxquels il décide, par « choix délibéré » (προαίρεσις), de « vivre en commun ».

### Unité dans la diversité et propriété privée
C’est ce choix délibéré de la vie en commun que traduisent, dans la cité, les alliances de familles et les diverses formes de sociabilité que sont les phratries, les sacrifices publics, les passe-temps communs,. Aristote qualifie d’ « amitié » (φιλία) ces activités qui maintiennent l’unité de la cité. Mais cette unité ne doit pas être poussée à l’extrême : contrairement à Platon, qui préconisait dans la République la mise en commun des femmes et des enfants, Aristote rejette cette abolition de la propriété privée et de la famille. Il n’est pas réaliste d'imputer à l’absence de communauté des biens l’origine de tous les maux qui existent dans les constitutions.
Pour lui, « ces maux ne surviennent pas du fait de l’absence de communauté mais du fait de la perversité humaine, puisque nous voyons bien que ceux qui possèdent des biens en commun et les partagent ont beaucoup plus de différends que ceux qui ont des propriétés privées ». La communauté des biens génère en effet plus de différends que l'appropriation privée. À la tentation d'en finir avec les conflits sociaux internes à la cité en créant une communauté des biens, il répond en substance qu’on prend fort peu soin de ce qui est commun à un très grand nombre de gens : les individus en effet s'occupent principalement de ce qui leur est propre et moins de ce qui est commun, ou seulement dans la mesure où chacun est concerné,.
Au contraire, pour Aristote, « il est manifeste que si elle avance trop sur la voie de l’unité, une cité n’en sera plus une, car la cité par sa nature est une certaine sorte de multiplicité » : « On ne fait pas une cité à partir d’individus semblables » — tout au plus obtiendrait-on un conglomérat, non une vraie communauté politique — car une cité requiert une différence de capacités entre ses membres afin de favoriser l’échange mutuel de services différents. Il faut donc rechercher l'unité dans la diversité des compétences.

### Justice et vertu
Mais si le « vivre ensemble » (τὸ συζῆν) est un choix préalable, il n’est pas le but : la fin dernière de la communauté sociale humaine est la constitution d’une cité, en termes modernes, d’un État ; seul l’État est capable d’instaurer une contrainte qui a pour but la justice ; avec la cité en effet, la violence fait place à l’État de droit. Et puisque le droit est la règle de la communauté politique, « la justice est donc une valeur politique ; or c’est l’exercice de la justice qui détermine ce qui est juste. » Le droit, cet ordre établi par la communauté politique entre ses membres, est à l’origine des vertus morales. La cité permet ainsi à l'individu d'atteindre sa perfection. Toute association politique exige les vertus de sagesse et de justice : elle repose sur des bases éthiques, car « sans la vertu, l’homme est l’être le plus pervers et le plus féroce, le plus bassement porté vers les plaisirs de l’amour et du ventre. »

### Le bonheur pour finalité
C’est ce cadre étatique où le droit est instauré, qui permet l’épanouissement de la vie parfaite. Car la cité est une communauté humaine formée en vue d’un certain bien. Mais « le “vivre ensemble” dont on nous rebat aujourd'hui les oreilles n’est jamais qu’un piètre objectif  », selon le mot de Jean-Louis Labarrière. Aristote fait sans ambiguïté du bonheur (πόλιν μακαρίαν) la finalité de l’État bien gouverné, ce bonheur impliquant comme éléments essentiels une synthèse de la beauté morale et du plaisir ; formée pour permettre de vivre, une communauté politique existe pour permettre de vivre bien (εὖ ζῆν), elle est donc constituée en vue du bonheur par la vertu (άρετή) : « Les belles actions, voilà ce qu’il faut poser comme fin de la communauté politique, et non la seule vie en commun. ». Cette vie heureuse, fin ultime de la cité, implique encore d’autres éléments qui ont aussi leur valeur pour Aristote : « Une cité n’est pas une simple communauté de lieu établie pour empêcher les injustices mutuelles et faciliter les échanges [..] Une cité est la communauté de la vie heureuse, c'est-à-dire dont la fin est une vie parfaite et autarcique (ζωῆς τελείας καὶ αὐτάρκους) ». Elle est capable de vivre en autarcie, c'est-à-dire en auto-suffisance économique, à condition d’assigner des limites à l’accroissement de la population. Car le libre accroissement démographique aboutit à la misère, aux séditions et au crime,.

### Souveraineté du peuple
Enfin, une fois le régime politique établi dans la cité, c’est à l’ensemble des citoyens, au peuple, qu’appartient la souveraineté, mais au peuple en corps, et non pas individuellement. Car c’est un grand nombre de citoyens qui exercent les trois pouvoirs, exécutif, délibératif et judiciaire, au sein des trois organes constitutifs de l’État que sont le conseil, l'assemblée et les tribunaux.

## L'économie
Chez les Grecs, le mot « économie » s’entendait au sens étymologique pour désigner l’économie domestique, les biens de la famille, (en grec οἶκος / oikos, signifie « maison »), et non pas ceux de la communauté civique. Cependant le problème des richesses, de leur production, de leur répartition et de leur circulation est étudié par Aristote, conjointement à celui de la constitution et du gouvernement. Il définit la richesse comme « la somme des instruments que possède une famille ou une cité », et cette somme de biens suffisante pour vivre bien « n’est pas illimitée », comme on le croit parfois. Ces biens sont constitués par tous les moyens propres à assurer la subsistance : chasse, pêche, élevage, agriculture, toutes ces activités dérivent de la Nature et se limitent d’elles-mêmes dès qu’est atteinte la fin dont elles doivent satisfaire les exigences. Aristote fait dans tout ce passage du livre I, chapitre IV, la claire distinction entre « objet de propriété » (κτῆμα / ktèma), « possession » (κτῆσις / ktèsis), art d’acquérir de la richesse (κτητική / ktètikè) et « outil de production » (ποιητικὸν ὄργανον / poïétikon organon). Il découle de ces définitions de la richesse et de la propriété que le niveau démographique de la population doit toujours être proportionnel à la quantité disponible de ses moyens d’existence et de son activité : la population sera donc constante, et ne variera en plus ou en moins qu'avec les subsistances, sous peine pour l’État de perdre sa capacité essentielle qui est de se suffire à lui-même. 

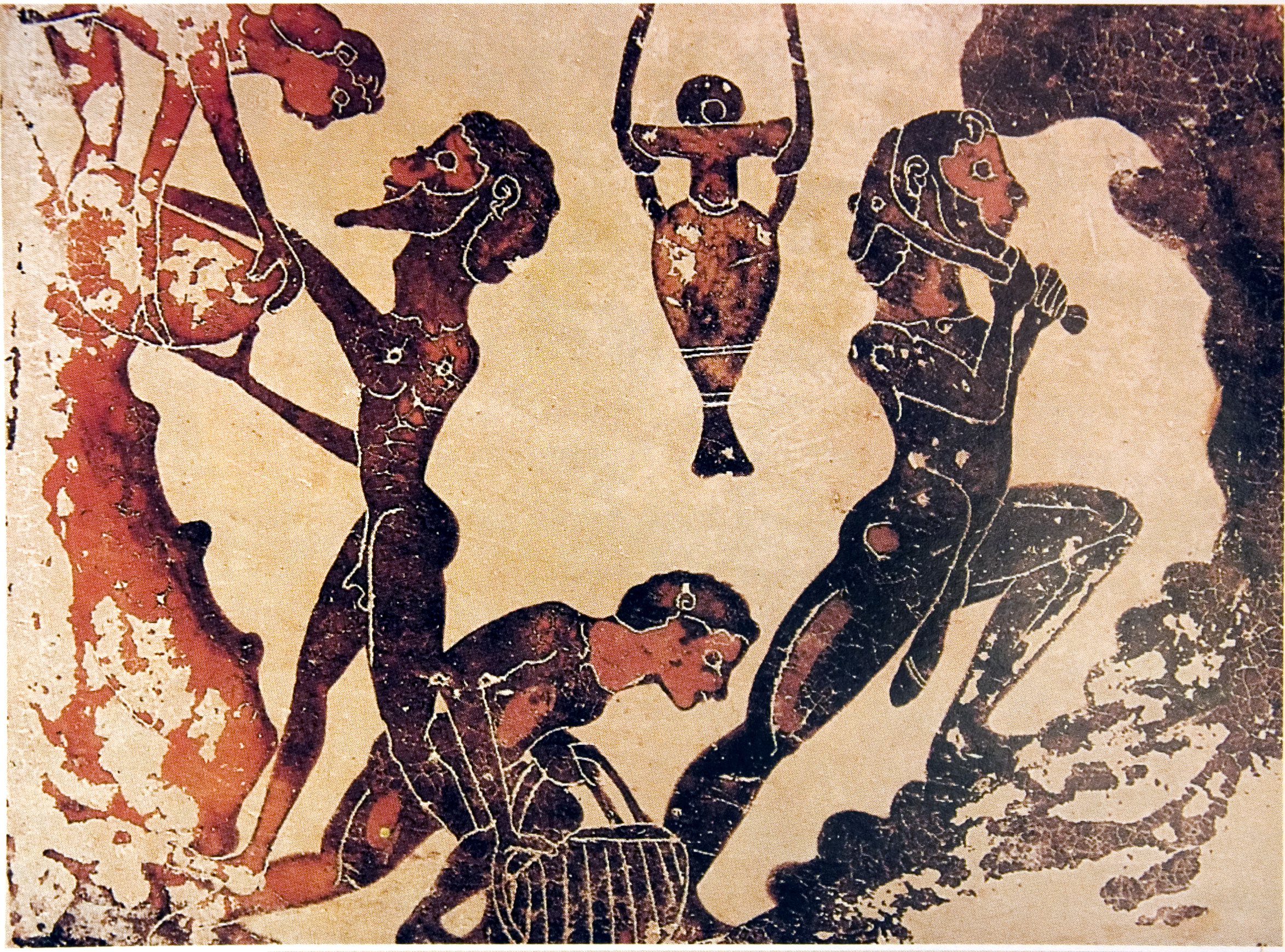
Des mineurs au travail. Plaquette en terre cuite corinthienne du

Aristote envisage ensuite comment on s’écarte des conditions naturelles de cette vie sociale, avec l’institution de la monnaie. Une augmentation anormale du groupe obligerait en effet ce dernier à importer ce qui lui manque ou bien à exporter le surplus de ses biens, et donc à perdre son autarcie : la science de la richesse devient alors une science financière, une technique des affaires qu’Aristote appelle la « chrématistique » (χρηματιστική), sorte d’économie artificielle et déréglée dans laquelle on produit pour produire, avec pour seul but le profit. Or, « la vie est action et non pas production. » Aristote vise quatre formes de cette économie pervertie : le commerce à petite ou grande échelle, le commerce de l’argent c’est-à-dire le prêt à intérêt et l'usure, mais aussi le travail salarié (μισθαρνία), et enfin l’industrie avec l’exploitation des forêts et des mines. L’usure pervertit complètement la fonction de la monnaie : « On a parfaitement raison d’exécrer le prêt à intérêt, parce qu’alors les gains acquis proviennent de la monnaie et non plus de ce pour quoi on l’institua. » Or, la monnaie est « le principe et le terme de l’échange », « elle n’a été faite qu’en vue de l’échange ». Aristote n’est cependant pas contre le fait d’acquérir des biens mais cela doit se faire conformément à la nature, selon ses besoins. Il reconnaît l'aspect purement conventionnel de la monnaie, qui n'a de valeur que « par convention légale, et non par la nature ». Quant à l’économie mercantile, elle est condamnée car elle « n'a pas même pour fin le but qu'elle poursuit, puisque son but est précisément une opulence et un enrichissement indéfinis ». Il reconnaît toutefois que, dans certaines circonstances, des individus et des États peuvent se créer un « monopole » (en grec μονοπωλία) et accumuler ainsi des richesses considérables. Aristote a donc perçu le danger que posait à la cité le développement de l'économie marchande, et ce livre I sur l'économie constitue « un des premiers essais en économie politique », selon les mots de Pierre Pellegrin.

## Le citoyen et l’esclave
Pour répondre à l’actualité de son temps, Aristote étudie le problème central de la citoyenneté. En effet, les cités préservaient jalousement un droit de cité rarement accordé à des étrangers ; et la question de savoir qui était un « bon citoyen », quelle était sa vertu, se posait régulièrement devant les tribunaux et les assemblées lors de l’examen des candidats (la dokimasie / δοκιμασία) avant toute nomination à une charge officielle.

La définition du citoyen diffère selon les diverses formes de gouvernement ; Aristote propose donc la définition la moins imparfaite possible : est citoyen celui qui a la possibilité d’accéder au Conseil ou aux magistratures. Il montre ensuite la faiblesse de la définition communément admise en Grèce de la citoyenneté par la naissance, pour celui qui est né d’un père et d’une mère citoyens, car elle ne « saurait s’appliquer aux premiers habitants ou fondateurs d’une cité ». On peut acquérir la citoyenneté de façon juste, ou injuste, à la suite d’une révolution par exemple. Cependant il ne faut pas remettre en cause le  droit de cité admis de façon non juste. Aristote cherche donc à savoir qui est citoyen et qui ne l’est pas et va ainsi se demander si les artisans doivent être ou pas des citoyens. Aristote estime « qu’on ne doit pas élever au rang de citoyens tous les individus dont l’État a cependant nécessairement besoin. » Ainsi, dans la cité idéale dont il dessine les contours, les artisans et les esclaves ne sont pas citoyens, ni les métèques, même s'ils habitent tous dans la cité. Dans une bonne constitution selon Aristote, les artisans et les laboureurs sont exclus de la citoyenneté, faute des connaissances et qualités voulues, car ils sont trop occupés à gagner leur vie, et « on ne peut s’adonner à la pratique de la vertu si l’on mène une vie d’ouvrier ou de manœuvre » ; asservis à leur tâche, ils ne disposent donc ni du loisir ni de l’indépendance d’esprit nécessaires à la vie politique. Les activités des artisans, des ouvriers et de tous les travailleurs manuels seront donc dévolues aux esclaves. 

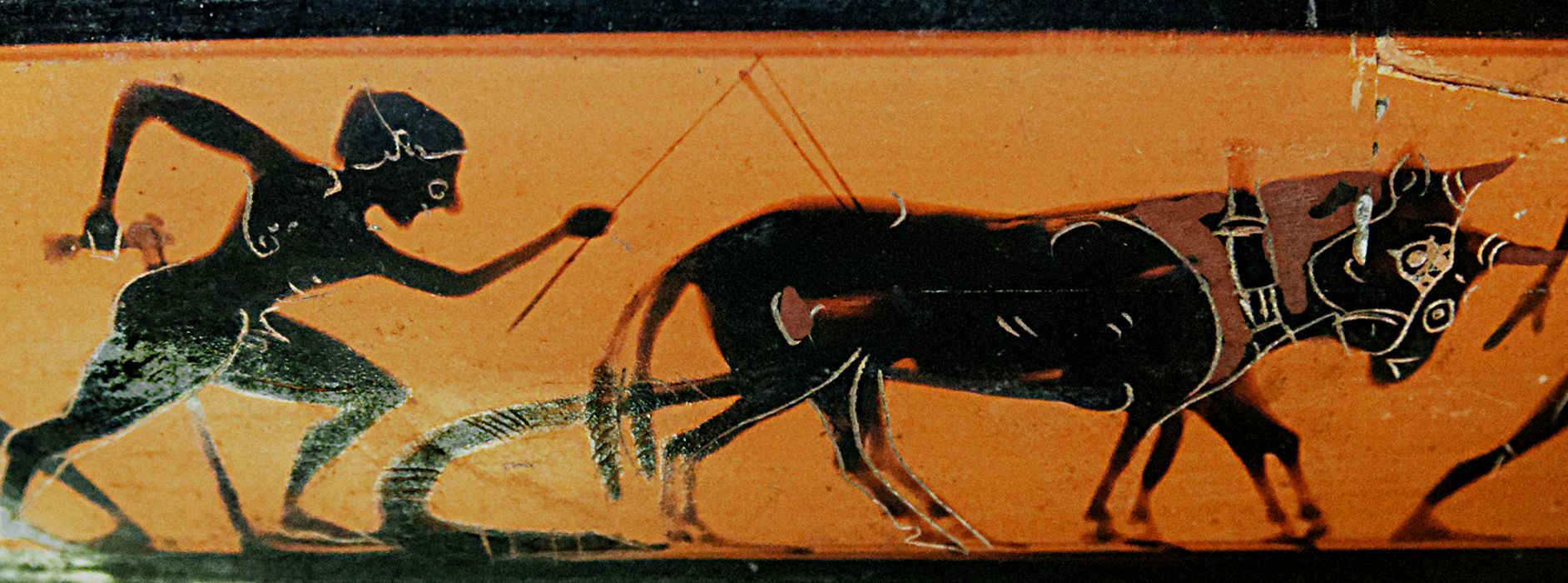
Scène du travail aux champs avec un laboureur. Céramique attique à figures noires, vers 530 av. J.-C. Musée du Louvre.

 Le citoyen est celui qui peut exercer les fonctions de juge et de magistrat. Aristote soulève alors la question de la vertu du bon citoyen, par rapport à celle de l’homme de bien. En d’autres termes, morale sociale et morale individuelle sont-elles identiques ? Pour lui, à la différence de Socrate et de Platon qui ont affirmé l’unité de la vertu, les deux types de vertus diffèrent ; la vertu varie selon la fonction que l’on occupe et donc selon la constitution de la cité : « La perfection du citoyen est nécessairement en rapport avec le régime. » Le pouvoir politique, c’est de gouverner des gens du même genre que soi, c'est-à-dire libres. C’est pourquoi la perfection de l’homme de bien consiste en la vertu de commandement et la vertu d’obéissance, propre aux hommes libres, qui consiste à savoir gouverner et être gouverné, et non uniquement à savoir bien délibérer et bien juger (vertu du bon citoyen). 

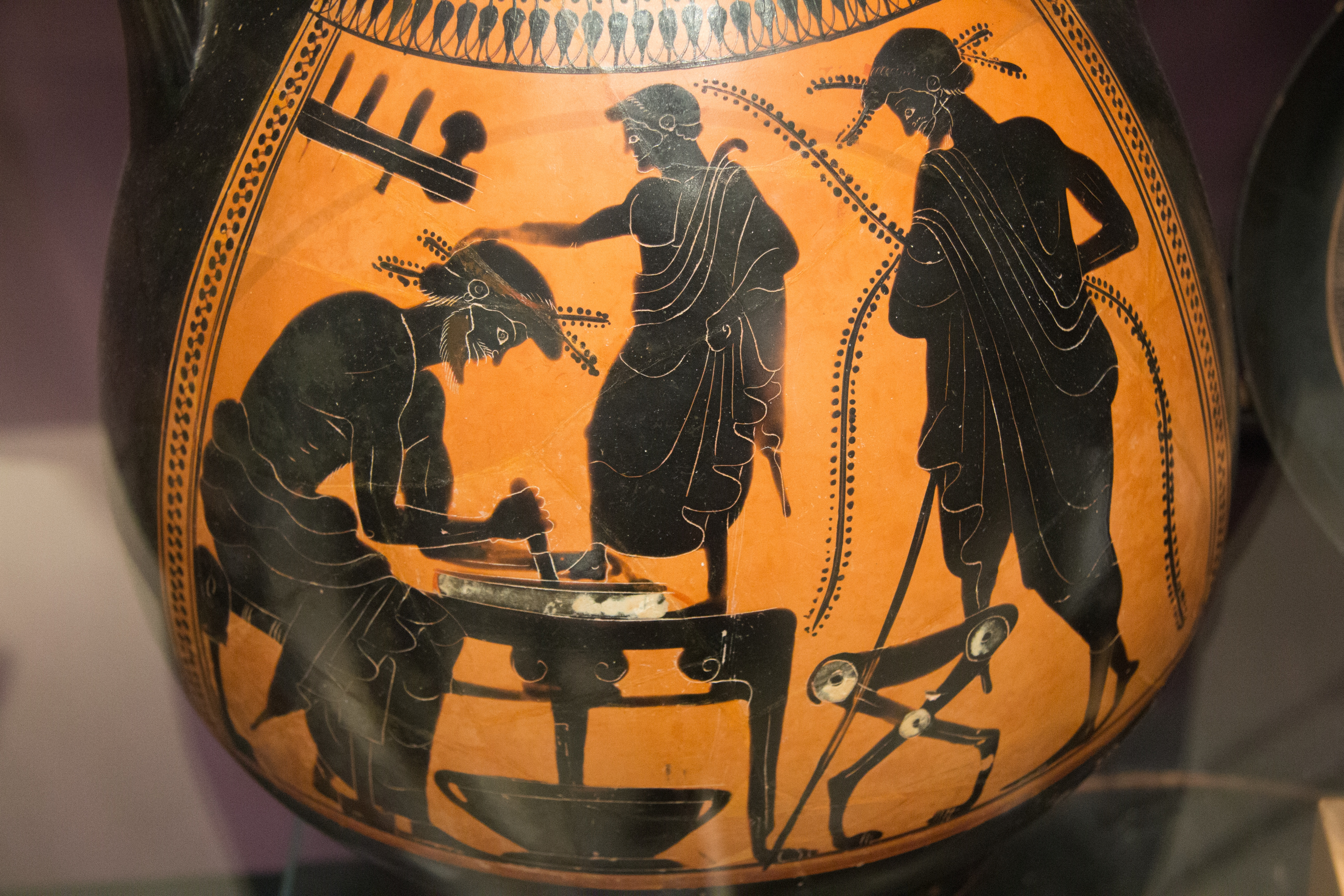
Un cordonnier découpe un morceau de cuir aux dimensions du pied de son client. Pélikè à figures noires du Ashmolean Museum, Oxford.

Hostile à l'industrie manufacturière, et considérant le travail artisanal et ouvrier comme une déchéance, il n'est pas étonnant qu’Aristote considère donc l’esclavage comme fondé en droit et en fait ; pour le justifier, il faut admettre le principe général de subordination qui régit toute entité composée de parties, où il y a toujours une autorité et une obéissance ; le maître doit autant que possible laisser à un intendant le soin de commander à ses esclaves, chargés des besognes journalières, afin de pouvoir se livrer à la vie politique ou à la philosophie, seules activités vraiment dignes d'un citoyen ; mais Aristote signale que l’opinion était partagée à son époque sur l’esclavage, puisque, dit-il, « pour d'autres, au contraire, la domination du maître sur l'esclave est contre nature. » L'esclavage, qui était une institution commune dans l'Antiquité, est à peine évoqué par les historiens et cet ouvrage d'Aristote est le seul qui analyse le concept. 

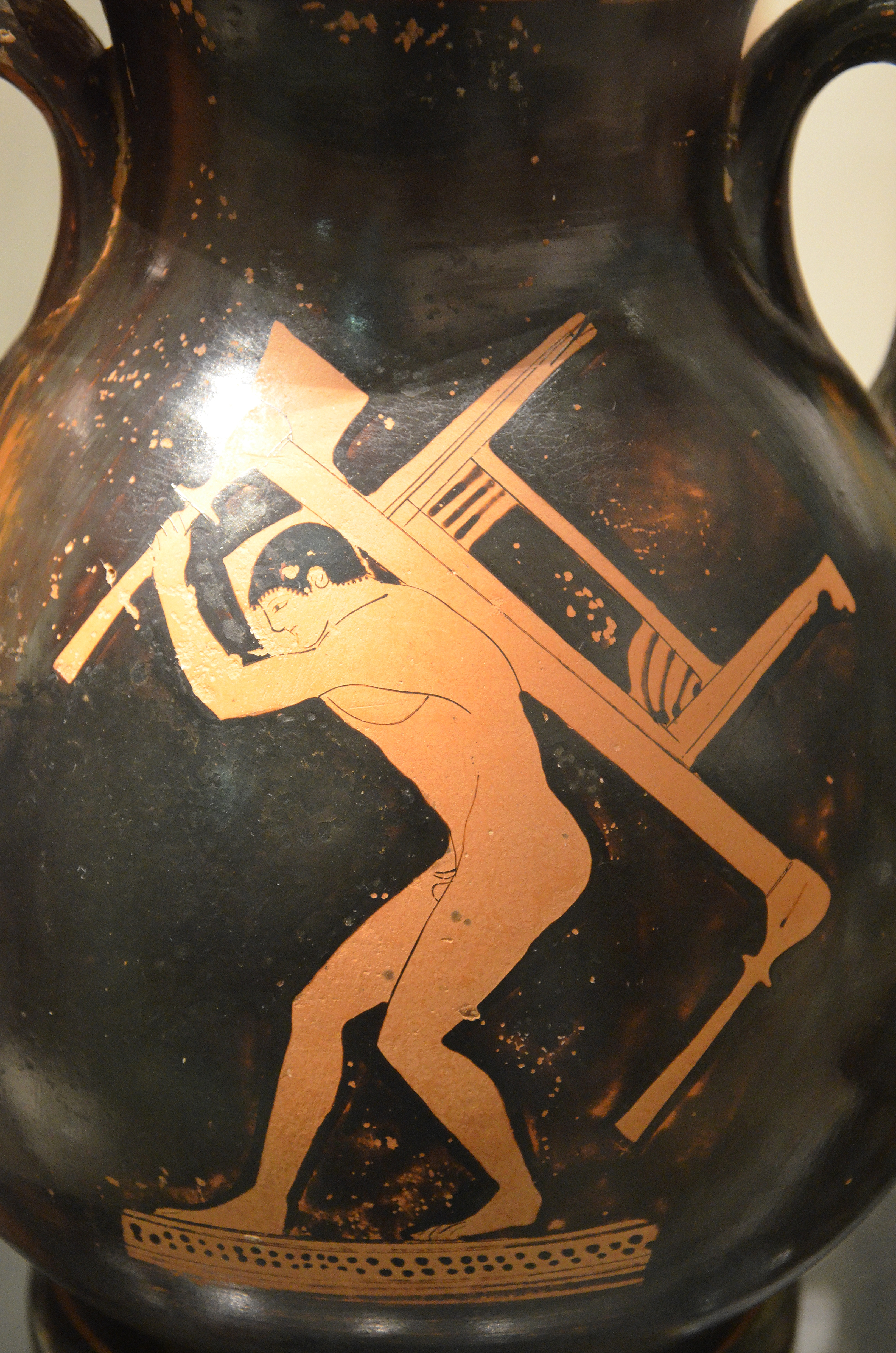
Esclave déménageant du mobilier pour un banquet. Pélikè à figures rouges provenant de Gela en Sicile, Ashmolean Museum, Oxford.

Aristote adopte sur cette question une position nuancée ; il reconnaît la nécessité des esclaves comme instruments non de production mais d'action : « Si les navettes tissaient toutes seules, si le plectre jouait tout seul de la cithare, les entrepreneurs se passeraient d’ouvriers, et les maîtres, d’esclaves. » Il y a un esclavage naturel, c'est-à-dire des êtres qui sont esclaves par nature, par infériorité naturelle, comme le sont les Barbares par rapport aux Grecs ; et pour eux « l'esclavage est utile autant qu'il est juste. » L'autorité du maître sur l'esclave doit être juste car ce dernier est sa propriété, l’esclave est comme une partie du maître : « Entre le maître et l’esclave, quand c’est la nature qui les a faits tous les deux, il existe un intérêt commun, une bienveillance réciproque » ; il en va tout différemment dans le cas de l’esclavage légal, quand c’est la loi et la force seule qui les ont faits l’un et l’autre ; l’esclavage sans distinction des captifs de guerre est un esclavage injuste rejeté par Aristote, parce qu'il est fondé sur un droit conventionnel né de la force et dont le principe est souvent une injustice initiale. Mais, à côté de l'esclave naturel, Aristote signale, de façon étonnamment moderne, le cas des esclaves contre nature que sont les hommes de condition libre asservis à une tâche étroitement déterminée : la main-d'œuvre constituée par les « artisans de l'industrie, (βάναυσος τεχνίτης) », produits de cette économie financière pervertie qu’Aristote a appelée la « chrématistique », subit une espèce de servitude limitée, un mode d’esclavage à part. L'esclavage n'avait été introduit en Grèce que depuis peu de temps et cette pratique suscitait des oppositions chez certains de ses contemporains.
Au total, la position d'Aristote est nuancée, et se caractérise par une grande humanité ; certes, elle contraste avec celle de Platon, qui n'avait pas d'esclaves dans sa république idéale et pour qui les laboureurs et les artisans étaient des citoyens à part entière. Mais il a indiqué que l’esclave peut avoir un noble caractère ; il affirme surtout qu’il « vaut mieux proposer à tous les esclaves la liberté comme une récompense », puisque dans ce cas, on n’agit pas seulement dans leur intérêt mais plus encore dans son propre intérêt, comme il l’explique dans l’Économique, où Aristote recommande aussi de traiter les esclaves avec humanité.

## La cité idéale
Aristote esquisse le tableau de sa cité idéale dans les livres VII et VIII. En précisant la nécessité de se tenir dans le cadre du possible, il montre que la structure de l’État qui répond à ses vœux sera plus proche de la réalité que celle de la cité de Platon. Cependant, cette cité idéale demeure une pure abstraction ; elle ne correspond ni à une volonté révolutionnaire, ni à une utopie. Elle semble conçue comme modèle pour une nouvelle cité à fonder.

### Population et territoire à échelle humaine
La grandeur optimale de la cité est déterminée par sa fonction propre. On aura donc une population minimum afin d'assurer l’auto-suffisance économique de la cité, sans dépasser un trop grand nombre, au risque de rendre impossible le fonctionnement des institutions politiques. Il n'est pas souhaitable en effet qu'un État soit trop vaste ni trop peuplé, car, comme Platon, Aristote montre que la connaissance mutuelle des citoyens est nécessaire à l’exercice du gouvernement direct par le peuple : « Pour répartir les charges selon le mérite, les citoyens doivent nécessairement se connaître avec leurs caractères particuliers, puisque là où ce n’est pas le cas, le choix des magistrats et les jugements se font dans de mauvaises conditions. » La norme de grandeur de la population c’est donc « d’être facile à embrasser d’un seul coup d’œil » (εὐσύνοπτον), et par là même, facile à défendre. 
Parmi les autres critères à prendre en compte figurent la bonne organisation et la topographie du territoire : « Ainsi, le territoire doit être divisé en deux parties, l’une doit être le domaine public, l’autre celui des particuliers. » Le territoire doit être difficile à envahir par les ennemis mais facile à évacuer par ses habitants. Terre fertile en tout, il sera le plus autarcique possible et permettra une vie de loisirs. L’accès à la mer de la ville principale (ἄστυ, asty) lui offrira des avantages économiques pour le commerce et l’industrie, et des avantages militaires, pour secourir la population en cas d’attaques par des ennemis. En s’interrogeant sur l'étendue du territoire, Aristote pressent très clairement la notion de frontière, élément constitutif de l’État.

### Structure sociale
Aristote énumère six fonctions publiques indispensables à l’existence de cette cité idéale : vivres, artisanat, armes, finances, affaires religieuses et justice. Seuls les citoyens, « hommes absolument justes », exercent les activités politiques, parce qu’ils disposent du loisir nécessaire à la croissance de la vertu. La fonction militaire des hoplites est assurée par les citoyens jeunes, celles de conseiller délibérant et de juge sont confiées aux plus âgés. L’agriculture est assurée par des esclaves ou des périèques. Les fonctions sacerdotales seront exercées exclusivement par les citoyens âgés, retirés de la vie politique.

### Urbanisme
C’est Aristote qui, pour la première fois, formula les règles et les principes d’un urbanisme fonctionnel. Le plan d’ensemble de la cité idéale sera « moderne », dit Aristote, c’est-à-dire ordonné selon un plan régulier à la manière d’Hippodamos de Milet pour la commodité du trafic et des activités urbaines autant que pour l’esthétique ; mais dans certains quartiers, les maisons seront disposées en quinconce afin de dérouter d’éventuels envahisseurs. À l’inverse de Sparte, la cité devra assurer son salut au moyen de fortifications régulièrement entretenues. Selon l’archéologue Roland Martin, « non moins modernes sont les prescriptions d’Aristote relatives à la fonction nutritive. Le plein exercice de cette dernière exige un compromis avec les préoccupations défensives ». Une « agora libre », dépourvue de tout trafic commercial et agrémentée de gymnases, offrira un lieu de repos et de détente, tandis que l’agora des marchandises, bien séparée de la précédente, facilitera la concentration des biens produits dans le pays ou importés.

### Répartition des richesses
Mais le problème le plus important pour Aristote est celui de la répartition des richesses, entendue d'abord dans le sens que ces mots avaient dans l'antiquité grecque de répartition des domaines attribués aux citoyens, mais aussi dans le sens d’allocations attribuées aux pauvres et de contributions imposées aux riches ; une distribution égale pour tous ne peut pas être appliquée, car les citoyens ne sont pas égaux, il y a les gens très aisés, les gens très modestes et la classe intermédiaire. Ceux qui s’estiment supérieurs pourraient alors réclamer une part supérieure. Quel critère devra-t-on retenir si on envisage une répartition proportionnelle à la valeur de chacun ? La naissance, la vertu c’est-à-dire le mérite personnel, ou bien la fortune déjà possédée ? Or, « aucun des citoyens ne doit manquer des moyens de subsistance. » Un équilibre social stable est atteint si la classe moyenne (τὸ μέσον, οἰ μέσοι) est assez nombreuse pour détenir l’autorité. Pour y parvenir, seule la démocratie suppose l’égalité arithmétique (en grec ἐξ ἴσου κατ’ἀριθμόν) des citoyens entre eux, par rapport au pouvoir politique et par rapport aux fortunes, égalité qui peut atténuer les différences. Telle est la meilleure communauté politique, car elle permet d'éviter les dérives que sont la tyrannie ou la démagogie : « C'est là où la classe moyenne est nombreuse qu'il y a le moins de factions et de dissensions parmi les citoyens. »

### Éducation
Aristote consacre une longue réflexion à la fois à l’éducation de la jeunesse mais aussi à la formation continue du citoyen pendant l’âge adulte. Le terme d’éducation, en grec παιδεία / paideia, doit en effet être entendu au sens large : la paideia grecque désigne non seulement l’enseignement scolaire à partir de sept ans, mais aussi toutes les formes de culture par lesquelles le citoyen s’élève à un idéal de perfection humaine. C’est dans ce sens qu’Aristote évoque dans la Politique la paideia en liaison avec les coutumes ou les mœurs (ἤθη), la philosophie, les lois et les institutions. 
1. Dans le sens restreint d’éducation scolaire, il consacre plusieurs chapitres des livres VII et VIII à l'éducation de la jeunesse dont il dit qu'elle doit être « le souci primordial du législateur », car, variant selon chaque constitution, « elle assure la sauvegarde du régime, tout comme, dès le début, son établissement. » Il traite les questions fondamentales relatives à l’éducation, et délimite les droits respectifs de la famille et de l’État ; il définit les matières et le but de l’enseignement, qui est à la fois d’ordre moral et pratique, sans pour autant être trop utilitariste, grâce à une pédagogie éminemment laïque. S'opposant nettement au collectivisme de Platon, il voit dans l'éducation le moyen « de ramener à la communauté et à l'unité l'État, qui est multiple » : « L'éducation sera donc nécessairement unique et la même pour tous. » Elle sera publique, à la charge de la cité tout entière, et non réglée comme une affaire privée, au gré de chaque famille, comme c’était l'usage à cette époque dans presque toutes les cités en Grèce, à l'exception de Sparte.

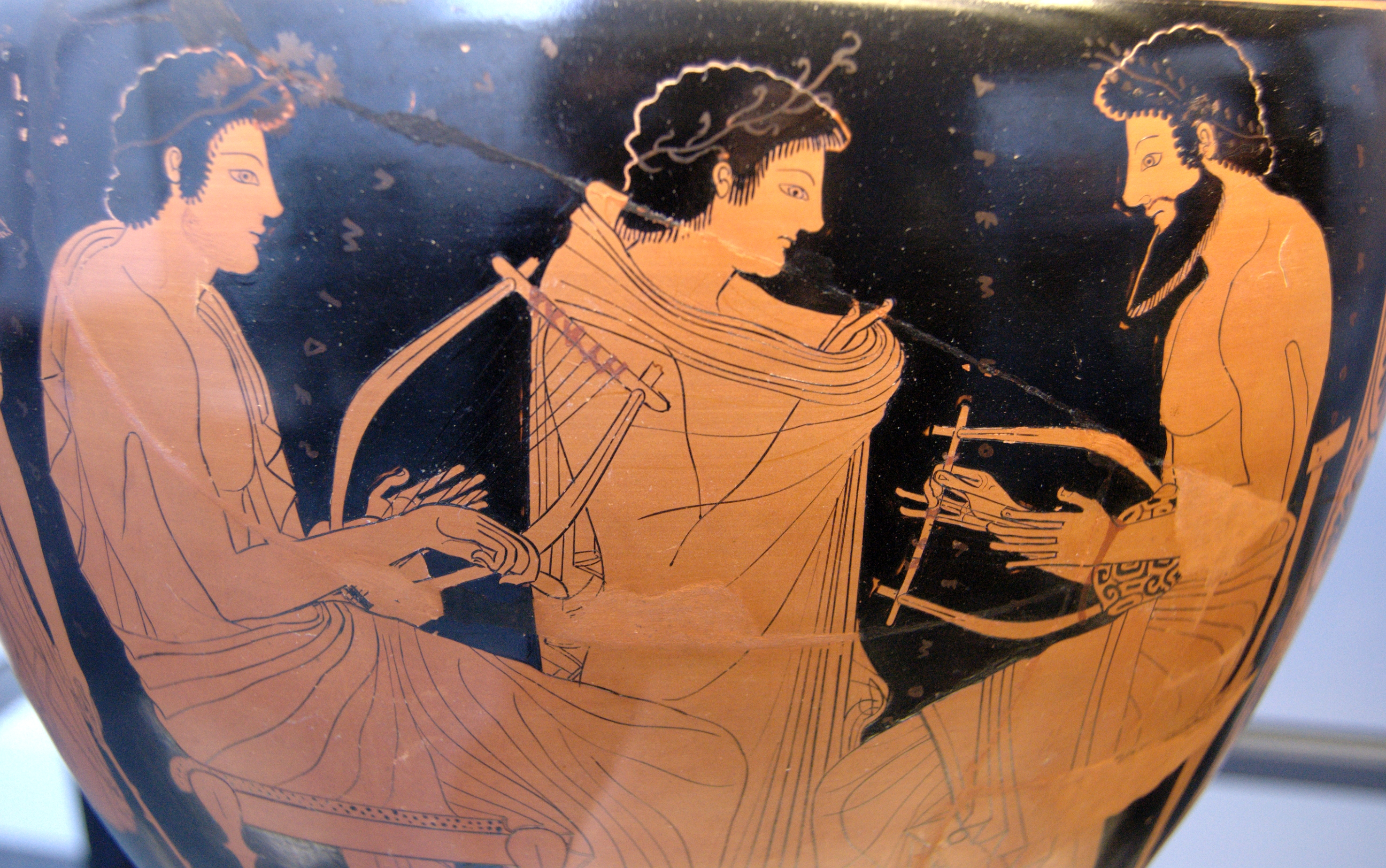
Leçon de musique et de poésie ; le maître de musique (à droite) joue de la cithare, tandis qu’un élève (au milieu) récite des vers. Hydrie attique à figures rouges, vers 510 av. J.-C., Vulci.

 Quelles disciplines enseigner à la jeunesse ? Puisqu’il distingue les nobles occupations des citoyens libres et les activités des travailleurs asservis à des tâches manuelles souvent écrasantes, Aristote estime que l'éducation doit comprendre des matières indispensables, et quelques-unes utiles mais pas avilissantes : « On doit tenir pour avilissant tout travail, tout art, tout enseignement qui aboutit à rendre le corps, l’âme ou l’intelligence des hommes libres impropre à la pratique et aux actions vertueuses », comme le sont les techniques des artisans, qui sont généralement des esclaves. Aristote envisage quatre disciplines à enseigner : les lettres, la gymnastique, la musique et le dessin. Pendant le premier âge, il ne faut pas réprimer les cris et les pleurs bruyants des enfants, « car ils sont utiles pour la croissance ; c’est une sorte d’exercice pour le corps ». À l'enfant de moins de cinq ans, on fera entendre des fables, choisies par les « inspecteurs de l’éducation » (les παιδονόμοι, pédonomes). On veillera soigneusement à bannir de la vue des plus jeunes les peintures et spectacles de comédie indécents. Entre cinq et sept ans, l'enfant assistera aux leçons qu'il lui faudra suivre plus tard. La pratique de la gymnastique comporte « deux époques distinctes, depuis sept ans jusqu'à la puberté, et depuis la puberté jusqu'à vingt-et-un ans ». L’objectif général de cette éducation est de rendre le citoyen apte à mener une vie de loisir. Il ne faut surtout pas viser par l'éducation à faire des athlètes, ni des musiciens ou des sculpteurs, mais à former des personnes bien développées et capables de porter un jugement éclairé sur les œuvres des artistes.
2. Dans son sens large, la paideia est aussi l’affaire du législateur : sur le plan social, les lois devront « enraciner la perfection dans l’âme des hommes », et pour cela, favoriser les vertus de tempérance, justice et sagesse, en vue d’une vie noble et heureuse. La politique  a ainsi un fondement et une fin éthiques. Le législateur aura donc pour tâche « d’étudier comment on devient homme de bien. » À cette question : « Comment devient-on vertueux ? », Aristote répond : « grâce à trois conditions, la nature (φύσις, dispositions innées), l’habitude (ἔθος, exercices dans l’apprentissage) et la raison (λόγος, persuasion) » ; ces trois facteurs correspondent à l’ordre chronologique de leur mise en œuvre. Le devoir du législateur consistera, « plus que tout, à bannir totalement de la Cité l’indécence des propos », et particulièrement « toutes choses viles qui impliquent perversité ou malveillance ». Commençant dès avant le mariage, cette éducation devra favoriser la tempérance des garçons et des filles, c’est-à-dire la maîtrise de leurs sens ; l'âge idéal du mariage sera d’environ 37 ans pour un homme et de 18 ans pour une femme, afin que le terme de leur fécondité survienne vers la même époque,, et que l’écart des âges entre parents et enfants ne soit ni trop court ni trop grand. Aristote recommande au législateur de s'assurer que « les mères, durant la grossesse, veillent avec soin à leur régime, et se gardent bien d’être inactives et de se nourrir légèrement. » Comme Platon, Aristote opte pour une limitation de la procréation dans sa cité idéale, l’État fixant le nombre d’enfants à ne pas dépasser dans chaque famille. Une loi devra interdire que l'on prenne soin des enfants nés difformes, qui devront être abandonnés,. Aristote fixe une durée pour la procréation en tant que « service de la cité » : elle s’arrêtera vers cinquante-cinq ans pour les hommes et vers quarante ans pour les femmes.
Sur les plans de la politique et des affaires étrangères, le seul but du législateur sera de prendre des dispositions pour que la cité puisse « jouir du loisir et de la paix », loin de l’esprit de conquête et d’hégémonie sur les États voisins qui anima Sparte. Aristote déplore en effet que Lacédémone ait « établi toute sa législation en vue de la domination et de la guerre », et « ait perdu le sens d’une vie noble. » Pour vivre en paix, la Cité idéale devra cultiver une sage modération, la justice et la philosophie.   
Ainsi, la théorie aristotélicienne de l’éducation a précisé la notion d’homme cultivé basée sur sa participation politique, sa personnalité morale et sa capacité créatrice, et a défini cette notion d’éducation d’une manière novatrice comme une progression continue de l’homme depuis l’état naturel jusqu’au raisonnement, et à l’excellence du kalos kagathos.

## Les constitutions

### Modernité de la pensée d’Aristote
Plus qu’un enjeu politique ou polémique, Aristote fait de la Constitution un véritable concept. Il inaugure ainsi la première véritable analyse de la Constitution (avec une majuscule) au sens moderne du terme : il définit en effet la Constitution comme l’ensemble des lois organiques relatives à la répartition et à la réglementation des fonctions d’autorité dans une cité, et surtout de l’autorité suprême qu’est le gouvernement (πολίτευμα), c’est-à-dire l’État. Mais il ne fait pas de distinction entre science politique et science juridique. Il fonde la théorie de la Constitution comme une composante du régime politique lié aux habitudes et à la pratique (ἔθος, éthos). C’est la nature même de cette autorité suprême qui décide de la nature de la constitution (avec une minuscule), entendue comme régime politique. De cette notion aristotélicienne de Constitution, érigée en norme suprême, garante de l’État de droit, découle comme conséquence une hiérarchie des règles juridiques, la hiérarchie des normes : les lois doivent obéir à la Constitution quant à leur édiction et leur contenu. La suprématie de la Constitution a donc été garantie par une sorte de contrôle de constitutionnalité, que ce contrôle soit concentré entre les mains des magistrats, ou diffus et invocable par tout citoyen, afin de vérifier la compétence juridique de ceux qui édictent la norme. En appliquant à la diversité des régimes politiques de cités méditerranéennes la notion grecque de « loi », Aristote mêle les considérations juridiques et politiques ; le grec νόμος signifie à la fois « loi » et « droit ». Le règne et l’amour de la loi, définie comme « la raison libérée du désir », loi impersonnelle dépouillée des passions aveugles dont l’individu est la proie, est une exigence maintes fois réitérée par Aristote ; elle est au cœur de l’identité grecque. Aristote donne ainsi à ce concept de Constitution une double signification moderne : il représente à la fois le fondement du régime politique, et la norme juridique suprême.

### Science politique des constitutions
Aristote passe en revue diverses constitutions, telles celle d’Hippodamos de Milet, de Sparte, de Crète, de Carthage et d'Athènes, mais souligne qu’il n’existe pas de constitution parfaite pour toutes les circonstances. Il commence par identifier trois principaux types de constitutions selon que le pouvoir est exercé par un seul, par plusieurs ou par la multitude ; mais une classification purement juridique des régimes n’a pas d’intérêt, la loi n’est pas tout ; plusieurs autres critères entrent en ligne de compte, en particulier la classe sociale au pouvoir, la naissance, la pratique des institutions, et la manière de gouverner, en vue de l’intérêt général ou de l’intérêt d’un seul. Aristote intègre aussi dans le droit la notion de lois non écrites (ἄγραφοι νόμοι) inventée par la pensée grecque ; ce sont d’une part les lois tirées de la coutume (ἔθη), usages nationaux très anciens qui se perpétuent et assurent la cohésion sociale, et d’autre part la loi naturelle ou universelle, commune à tous les hommes.

### Typologie des régimes politiques

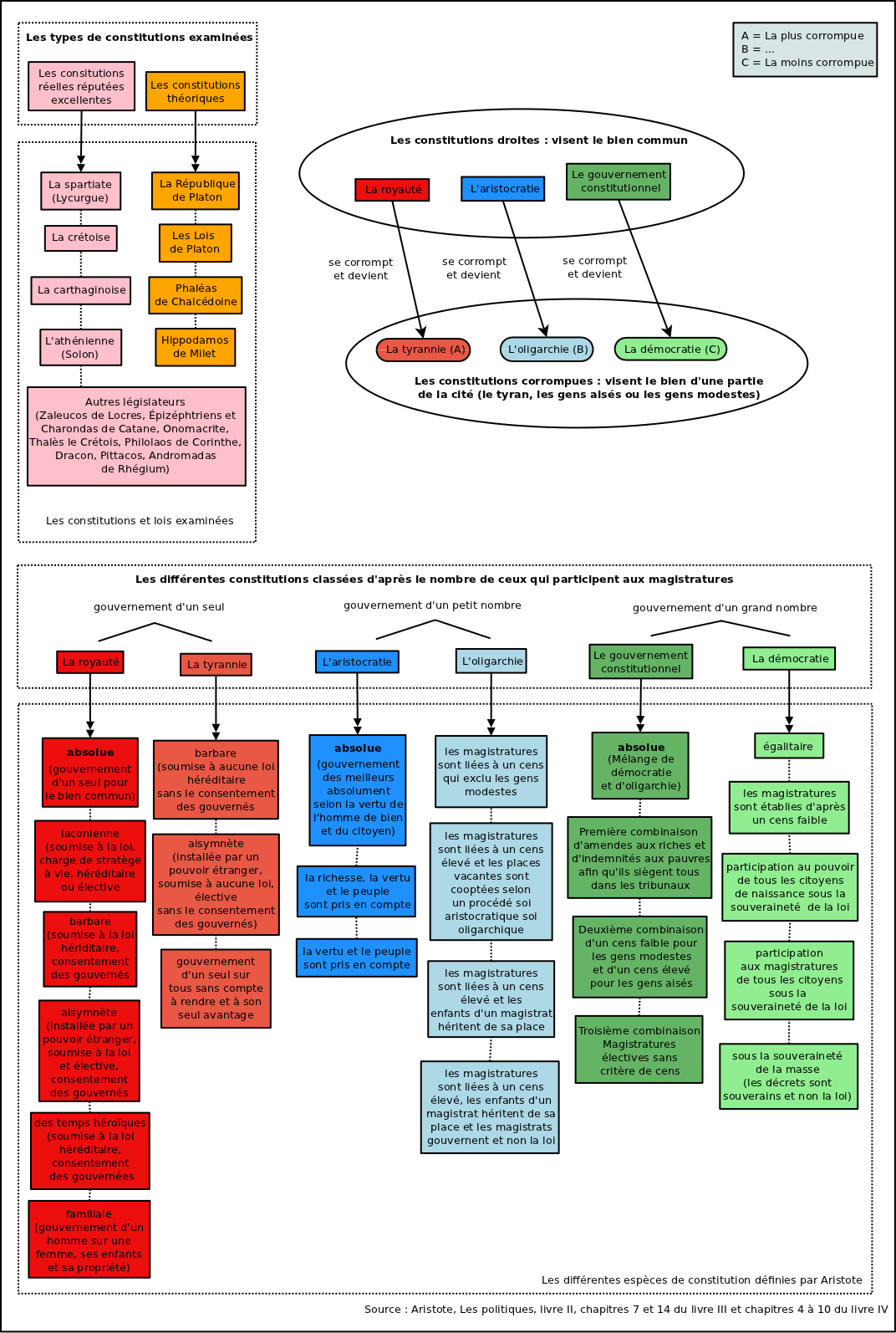
Classification des constitutions d'Aristote.

Tout régime politique institué en vue du bien commun est juste, ou « droit » selon l’appellation d’Aristote qui en distingue trois :  
- La monarchie, sous la forme de la royauté, a pour principe l’autorité : « Nous appelons d’ordinaire royauté celle des monarchies (ou gouvernement d'un seul) qui a en vue l'intérêt général[A 79]. » C'est un régime juste lorsque celui qui l’exerce surpasse incontestablement en vertu tous les autres citoyens[79], et alors, dit Aristote, « des hommes comme lui seront perpétuellement rois dans leurs cités[A 80]. »
- L’aristocratie a pour principe en droit la valeur personnelle[80] : c’est « le gouvernement d’un petit nombre, mais non d’une seule personne, soit parce que les meilleurs ont le pouvoir, soit parce que leur pouvoir a pour objet le plus grand bien de la cité et de ses membres[A 79]. »
- La démocratie ou « politie »[Note 23], dans laquelle la souveraineté appartient à tous, a pour principe la liberté. Ce gouvernement constitutionnel correct qu’on appelle aussi république est la forme de gouvernement qui allie la citoyenneté au mode d'organisation de la cité. Ce régime est celui qui s’adapte le mieux à tous les corps politiques, en général, car il ne requiert de la multitude ni une vertu ou une éducation hors pair, ni des conditions de fortune. C’est le gouvernement de la classe moyenne[81].

#### Règne de la loi
La formation autrefois de la royauté absolue qui est celle des temps héroïques, s'explique par la carence d'une multitude évoluée ; cette situation amène Aristote à se poser la question du choix entre gouvernement personnel et règne de la loi : « Le point de départ de la recherche est celui-ci : est-il plus avantageux d'être gouverné par l'homme le meilleur ou par les lois les meilleures ? » Aristote répond : « Mieux vaut un être totalement dépourvu de passion, qu’un être où elle est innée » ; or ces passions n’existent pas dans la loi. Les lois, à condition d’être correctement établies, doivent donc être souveraines. Ainsi, puisqu’une constitution est caractéristique d'un État de droit, il est donc clair qu'il faut préférer la souveraineté de la loi à celle d'un des citoyens . Il est préférable de donner le pouvoir à un grand nombre car « la multitude est plus difficile à corrompre ». Il faut donc donner le pouvoir, en fonction de leurs compétences, à des hommes de bien, et non pas en fonction de leur naissance. Contrairement à Platon qui, dans les Lois veut que personne n’ait une fortune supérieure à cinq fois la plus petite, Aristote considère que ce sont les désirs qu’il faut modérer et cela passera par la loi. Comme les lois influent sur les comportements et les mentalités, c’est la tâche du législateur de modifier les comportements des habitants par des lois adéquates et surtout par l’éducation des enfants : « Car la nature du désir est d'être sans borne et la plupart des hommes ne vivent que pour le combler. »

#### Intérêt général et bonheur
Chacune des formes de gouvernement est légitime en soi, à condition que les gouvernants aient pour objectif l’intérêt général (τὸ κοινὸν συμφέρον) et non leur intérêt propre (τὸ ἴδιον συμφέρον).  Une constitution est excellente si elle assure le bonheur des citoyens et si elle est capable de durer. Le bonheur (εὖ ζῆν) selon Aristote signifie quelque chose de plus que le contentement né du plaisir ; il inclut une ardeur d’esprit car il résulte de deux facteurs : d’abord la joie de vivre qui implique en soi « une part qui est belle, et une douceur naturelle », ensuite la possibilité de l’épanouissement personnel que la cité doit offrir à tous et à chacun. Aristote rejoint ainsi la pensée de Sappho (fragment 79), de Bacchylide, d’Eschyle et de Sophocle. Inversement, une constitution est mauvaise si elle n'assure pas le bonheur, entraîne des révolutions et l'appauvrissement d'une grande partie des citoyens par des lois inadéquates : « Toutes celles qui n’ont en vue que l’intérêt personnel des gouvernants, viciées dans leurs bases, ne sont que la corruption des bonnes constitutions ; ce sont des formes de despotisme, tandis qu’au contraire la cité est une association d’hommes libres. »

#### Déviation
Il arrive que le principe de chacune de ces formes de gouvernement correctes (ὀρθαὶ πολιτεῖαι) soit poussé à l’extrême (εἰς τὴν ὑπερβολήν) par le moyen de divers sophismes politiques (τῶν πολιτειῶν σοφίσματα) : Aristote introduit ici la notion de déviation, une constitution étant déviée quand elle ne vise pas à l’intérêt commun. En effet, quand l’autorité du gouvernant devient despotisme, la monarchie se mue en tyrannie ; quand la supériorité personnelle se transforme en supériorité de fortune, c’est l’oligarchie de richesse qui s’installe aux dépens de l’aristocratie, et seuls dirigent les plus riches ; quand la liberté devient licence, et que règne l’arbitraire au profit des plus pauvres et de ceux qui ont le moins de mérite, la « politie » dénaturée se mue en démagogie (en démocratie, pour parler comme Aristote) qui est un régime populaire, comme l’avait montré Platon. C’est ainsi que des constitutions fautives (ἡμαρτημέναι πολιτεῖαι) ou déviantes (παρέκϐασις) se substituent aux constitutions correctes. Cette notion de déviation constitue un des points de divergence entre Aristote et Platon. Aristote établit un ordre dans les constitutions déviantes pour savoir laquelle serait la moins mauvaise : la tyrannie est le pire des régimes, c’est la forme de gouvernement « la plus nuisible pour les sujets » ; dans ce régime de terreur, les citoyens sont menacés dans leurs biens et asservis par un tyran qui n’a en vue que son propre intérêt. L'oligarchie et la démocratie (au sens de « démagogie populaire ») sont des déviations intrinsèquement mauvaises : l’oligarchie est hostile au peuple, et la démocratie est hostile à l’élite. Cette démocratie est cependant la moins mauvaise des formes de gouvernement, en ce sens qu’elle est « la plus proche du juste milieu ». 

#### Régimes mixtes
Toute cité, dit Aristote, renferme plusieurs éléments — humains, sociologiques, économiques —. Cette composition ou σύνθεσις / synthesis peut être envisagée du point de vue de la pluralité des familles, des différences de richesses et d’armement, des fonctions productives ou des métiers, ou encore du point de vue des différences selon la naissance ou la vertu. Ainsi, le gouvernement constitutionnel ou politie réalise une combinaison entre éléments oligarchiques et démocratiques : à l’oligarchie il peut emprunter la loi infligeant une amende aux gens aisés s’ils ne siègent pas dans les tribunaux, et à la démocratie, l’indemnité versée aux gens modestes pour y participer. Le gouvernement constitutionnel qui réalise cette combinaison vise ainsi le juste milieu, en grec τὸ μέσον. 
Pour Pierre Pellegrin, il est vain de chercher à savoir si Aristote est « partisan de l'aristocratie, de la démocratie ou d'un « gouvernement des classes moyennes » comme on le dit souvent ». Aristote, en effet, tout en affirmant qu'il existe « une constitution excellente », et tout en reconnaissant que l'établissement de celle-ci est nécessairement progressif, prévient que les situations sont diverses en fonction de la culture locale et que « dans chaque situation concrète il y a une et une seule forme constitutionnelle qui soit excellente ». La stabilité d'une constitution est un gage de sa qualité. Le seul principe universel qui soit valable pour toutes les constitutions est celui de l’égalité proportionnelle : « Chacun doit recevoir proportionnellement à son excellence. »

Toutefois, s'il faut absolument choisir entre divers régimes, « le régime où tout le monde participe au pouvoir est le meilleur ». C'est ce que montre le passage suivant, « immense texte, probablement une des seules, une des très grandes défenses de l'idéal démocratique » : 

« Mais qu'il faille que la masse soit souveraine plutôt que ceux qui sont les meilleurs mais qui sont peu nombreux, cela semblerait apporter une solution qui certes fait aussi difficulté, mais qui comporte aussi sans doute du vrai. Car il est possible que de nombreux individus, dont aucun n'est un homme vertueux, quand ils s'assemblent soient meilleurs que les gens dont il a été question, non pas individuellement, mais collectivement, comme les repas collectifs sont meilleurs que ceux qui sont organisés aux frais d'une seule personne. Au sein d'un grand nombre, en effet, chacun possède une part d'excellence et de prudence, et quand les gens se sont mis ensemble de même que cela donne une sorte d'homme unique aux multiples pieds, de même en est-il aussi pour les qualités éthiques et intellectuelles. C'est aussi pourquoi la multitude est meilleur juge en ce qui concerne les arts et les artistes : en effet, les uns jugent une partie, les autres une autre et tous jugent le tout. [...] 
Il reste donc à faire participer ces gens-là aux fonctions délibérative et judiciaire. [...] En effet, quand ils sont tous réunis, ils possèdent une juste perception des choses, et mélangés aux mailleurs, ils sont utiles aux cités. Par contre, pris individuellement, chacun a un jugement imparfait.
(Les Politiques, III, 11) »

### La souveraineté, critère de l’État
À quels principes doit-on faire appel pour définir la légitimité de l’État ? Aristote distingue la légitimité d’un pouvoir de droit de la simple autorité de fait. Après un changement constitutionnel, la légitimité d'un tyran, qui a accédé au pouvoir par la force, est en effet remise en cause et la validité des actes pris par ces gouvernants est contestée, puisqu’ils n’avaient pas en vue le bien commun. Aristote pose ainsi le principe de la légitimité de l’État, en la distinguant de la simple légalité (άδίκως ἄρχειν). De même que l’illégitimité entache mais ne supprime pas le caractère du magistrat puisqu’elle n’annule pas son investiture, de même les actes de l’oligarchie et de la tyrannie doivent être considérés comme des actes de l’État.  
Cette distinction entre légalité et légitimité de l’État est liée à celle de la permanence de l’État. Quel est tout d’abord le critère de l’identité de l’État ? Pour Aristote, les éléments constitutifs de l’État tiennent conjointement à la population, au territoire et à la constitution. L’identité de l’État dépend de la disposition de ces trois éléments qui le composent (τὸ εἶδος τῆς συνθέσεως)  ; aussi l’identité des États change-t-elle avec un changement de constitution. Proposant une théorie extrêmement moderne de la notion d’État, Aristote montre que le véritable critère de la pérennité de l’État réside uniquement dans la souveraineté ; car l’État subsiste en tant que collectivité de citoyens disposant du pouvoir délibératif et judiciaire ; Aristote dit expressément : « si c’est une participation commune des citoyens à un gouvernement. » Le peuple est ainsi défini en tant que concept juridique de communauté civique. La permanence de la souveraineté est la marque de la permanence de l’État ; Aristote est ici en désaccord avec Isocrate pour qui les cités sont immortelles, mais il constitue déjà une source d’inspiration pour la modernité des analyses de Jean Bodin. 
Puisque la cité se caractérise par son adhésion commune à une même constitution, une constitution se maintient si la partie du peuple qui est en sa faveur est plus forte que celle en sa défaveur. Le changement vient de ceux qui s’attaquent à la constitution afin qu’elle soit remplacée par une autre ; c'est aussi le cas lorsque les séditieux gardent les mêmes institutions mais prennent le régime politique sous contrôle. Le changement est plus important en oligarchie qu’en démocratie car le changement dans les deux cas peut venir du peuple alors qu’il vient du peuple ou de la rivalité entre les oligarques en oligarchie. Donc la démocratie est plus stable que l’oligarchie. On change de constitution tantôt par la force, tantôt par la ruse. « Les démocraties changent principalement du fait de l’audace des démagogues. Dans les temps anciens, quand un même individu devenait démagogue et stratège, la constitution se changeait en tyrannie. Car la majorité des anciens tyrans étaient sortis des rangs des démagogues. « La démocratie extrême, en effet, est une tyrannie. »
Aristote critique l’ostracisme, cette forme d’épuration profitable aux tyrans et dérive des démocraties qui éliminent ainsi ceux qui surpassent les autres par quelque avantage, acquis ou naturel. Mais il fait une réserve pour l'homme de génie, l’être supérieur d’une vertu éminente (διαφέρων κατ’ἀρετήν) : il faut plutôt lui obéir de bonne grâce, car « un tel individu est comme un dieu parmi les hommes ».
À Athènes, Solon a bien distribué les divers niveaux de participation au pouvoir par un heureux mélange des éléments de la constitution : l'Aréopage qui délibère sur les affaires communes est oligarchique ; l’élection des magistrats, réservée aux citoyens les meilleurs, est aristocratique ; l’organisation des tribunaux est démocratique. Ces trois domaines peuvent être organisés de plusieurs manières : à tour de rôle ou par représentation élective.

## Démocratie etpolitie
Aristote revient très souvent sur la notion de démocratie, qui signifie que le pouvoir est exercé par la masse du peuple, au détriment des riches, sous l'impulsion des démagogues. Le terme grec δημοκρατία / democratia, pris dans un sens péjoratif, est dans ce cas traduit par « démagogie » ou « régime populaire »,. Elle est considérée comme une forme déviante du régime constitutionnel correct qu'est la république tempérée, qu'Aristote appelle la « politie » (πολιτεία).
Démocratie

La démocratie a deux caractéristiques principales : l'une est l'égalité des citoyens, et l'autre est la liberté. La première implique de pouvoir être alternativement gouverné et gouvernant, la seconde de pouvoir vivre comme on veut. Mais la liberté et l’égalité politique ne doivent pas entraîner un partage égal des avantages du pouvoir ; car la justice, ce n’est pas l’égalité entre égaux, cette conception erronée est génératrice de luttes pour le pouvoir au sein des cités ; en effet, les démocrates, voulant réaliser la justice absolue, exigent une égalité absolue, erreur lourde de discordes et de guerres civiles ; or la justice, c’est l’égalité proportionnelle ou justice distributive ; elle établit une moyenne proportionnelle entre deux inégalités : ceux qui contribuent le plus au bien de la communauté en raison de « leurs belles actions » (τῶν καλῶν πράξεων) ont dans l’État une part plus grande que les autres, qui ne sont pas leurs égaux en vertu civique (ἀρετή), — même s’ils sont supérieurs par la naissance ou la richesse —. Seuls les hommes bons et vertueux ont donc vraiment qualité pour gouverner l’État ; mais allant plus loin que Platon qui s’en tenait à la vertu comme unique base de sa cité idéale, Aristote retient aussi comme titres de faveur pour assumer les charges de l’État, la possession des facteurs essentiels que sont la naissance libre, la richesse, la noblesse, et la culture (la παιδεία / paideia). 

« Voici les traits caractéristiques du régime populaire : élection de tous les magistrats parmi tous les citoyens ; exercice du pouvoir par tous sur chacun, chacun à tour de rôle commandant à tous ; tirage au sort de toutes les magistratures, ou du moins de toutes celles qui n’exigent ni expérience pratique ni connaissances techniques ; absence totale ou extrême modicité du cens pour accéder aux magistratures  ; interdiction pour le même citoyen d'exercer deux fois une magistrature, sauf quelques exceptions et seulement pour quelques charges, mises à part les fonctions militaires ; courte durée ou de toutes les magistratures, ou d’un aussi grand nombre que possible ; accès de tous aux fonctions judiciaires et choix, parmi tous, de juges ayant une compétence universelle, ou la plus large possible pour les affaires les plus importantes et vraiment primordiales, par exemple les vérifications de comptes, les questions constitutionnelles et les contrats de droit privé ; souveraineté absolue de l'assemblée en toutes matières. »

Concernant le pouvoir délibératif, le régime démocratique doit être tempéré par des lois et des magistrats désignés par élection et ayant compétence pour décider de certains sujets : « Le vote du petit nombre, s’il est négatif, est sans appel, mais s’il est positif, il n’est pas sans appel et entraîne toujours renvoi à la multitude. »
Politie
La politie, constitution mixte, est un mélange d’oligarchie et de démocratie ; si on veut l’établir, on peut emprunter des éléments à ces deux régimes selon trois modes différents de mélanges, par exemple « emprunter à l’oligarchie les magistratures électives, à la démocratie, la suppression du cens. » Ainsi, « la fusion de deux régimes en eux-mêmes mauvais, déviés, peut produire un régime correct, droit, bénéfique. » La politie ou république tempérée est le régime le plus praticable et celui qui risque le moins de se dévoyer du fait d’une mauvaise pratique des institutions. C’est aussi le régime qui donne le pouvoir à la classe moyenne et assure ainsi un gouvernement des modérés, de ceux qui tiennent le juste milieu (μεσότης) et dont « l’appoint fait pencher la balance et empêche les extrêmes opposés d’arriver au pouvoir. »

## Théorie des révolutions
Aristote consacre le livre V à un examen systématique de la transformation et de la ruine des constitutions ; il étudie les causes particulières et les causes générales qui expliquent ces changements, et dans le livre VI, il expose les moyens de sauvegarder les différents régimes politiques, quels qu’ils soient, sans jugement de valeur. Illustré par une foule d’exemples historiques concrets tirés de toutes les parties du monde hellénique et servant de preuves aux thèses politiques, ce livre V se présente comme « ce manuel pratique de l’homme d’État dont s’inspirera sans doute Machiavel dans Le Prince et dans les Discours sur la première décade de Tite-Live. » Le maître-mot légué par Aristote aux législateurs, c’est celui de « juste milieu » (en grec τὸ μέσον, ἡ μεσότης), qui doit caractériser tous les régimes quels qu’ils soient.
Causes et vanité des révolutions

Le changement de régime et les troubles politiques proviennent à la fois de facteurs internes, parce qu'une cité est un organisme vivant comparable à un corps, et de disparités géographiques, ce qui se rapproche d'une conception darwinienne ; ainsi Aristote mentionne-t-il dans le territoire de certaines cités, des zones non homogènes : par exemple à Athènes, dit-il, les habitants du Pirée sont plus démocrates que ceux de la ville ; de même, l’absence de communauté de race ou de mœurs, (en grec ἀνομοιότης / anomoïotès, hétérogénéité) est-elle une cause de troubles politiques, « tant qu’il n’y a pas une communauté d’aspirations » : 

« Une cité ne naît pas de n’importe quelle foule. C’est pourquoi les États qui ont admis des étrangers comme cofondateurs ou ensuite comme colons ont, pour la plupart, connu des séditions (V, 1303 a 25-28) »

 Les causes de contestation d’un régime politique sont nombreuses, la principale étant le sentiment d'injustice, donc d'inégalité. C'est souvent l'excès dans l'application d'un principe juste qui amène une constitution déviante à remplacer celle qui était droite : 

« La démocratie est née presque toujours de ce qu’on a prétendu rendre absolue et générale une égalité qui n’était réelle qu’à certains égards. Parce que tous sont également libres, ils ont cru qu’ils devaient être égaux d’une manière absolue. L’oligarchie est née de ce qu’on a prétendu rendre absolue et générale, une inégalité qui n’était réelle que sur quelques points, parce que, tout en n’étant inégaux que par la fortune, ils ont supposé qu’ils devaient l’être en tout et sans limite (V, 1301 a 28-33) »

 La révolution ne s’opère pas nécessairement de manière brusque, mais parfois par une lente transition d'un régime démocratique à un régime oligarchique ou inversement. Car on voit émerger des formes mixtes et imprécises de régime politique, du fait de petits empiètements et de petits avantages gagnés, dans un premier temps, sur le parti adverse, de sorte que « les lois restent les lois précédemment en vigueur, mais le pouvoir tombent aux mains de ceux qui changent le régime. » Jules Tricot observe qu’Aristote développe là « une vue profonde et très moderne sur la vanité des révolutions, qui conservent plus qu'elles ne détruisent. »
Remèdes
Quels sont les remèdes possibles aux séditions et à la décadence des constitutions ? La démocratie doit ménager les riches, et s'assurer que les conservateurs soient plus forts que les réformateurs. Un système éducatif conforme au régime politique est un moyen puissant de faire durer une constitution : sans cette éducation et des habitudes adaptées à l’esprit de la constitution, pas d'obéissance aux lois, condition essentielle pour le maintien du régime. Mais le plus important est la règle du juste milieu et la modération des dirigeants (μετριότης). Dans une monarchie, moins les rois ont de domaines où ils sont souverains, plus leur pouvoir dans son intégralité durera nécessairement longtemps. En revanche, dans le cas de la tyrannie, il y a deux façons de maintenir le régime. La première est de la renforcer en augmentant la répression, en développant le contrôle de la police secrète sur les citoyens, en utilisant la corruption et en appauvrissant son peuple : « Un autre principe de la tyrannie est d’appauvrir les sujets : c’est le moyen à la fois de n’avoir pas à entretenir de garde et de priver les citoyens, absorbés par leur tâche quotidienne, de tout loisir pour conspirer. » L'autre méthode, tout à fait opposée, est que le tyran adopte un comportement ayant les apparences de celui d'un roi. Ces considérations sur la violence et la duplicité des tyrans peuvent paraître empreintes d’un certain cynisme, elles évoquent Machiavel. Toutefois, à la différence de ce dernier, Aristote ne dissimule pas sa répugnance et son mépris pour les tyrans et ne conseille pas de suivre leur conduite ; il considère au contraire que le tyran qui veut se donner les apparences de la vertu en arrivera, par la force de l'habitude, à s'améliorer, car il est persuadé que les humains sont naturellement attirés vers le bien.

## L’influence de laPolitiqued’Aristote
Dans l’antiquité classiqueLa Politique semble n’avoir connu qu’une diffusion très limitée, seule l’édition d’Andronicos de Rhodes c. 60 av. J.-C. et les copies des ouvrages d’Aristote que possédaient les bibliothèques royales de Pergame et d’Alexandrie ont permis une certaine diffusion. À la fois descriptif et prescriptif, le traité de science politique d'Aristote n'a pas eu d'influence à son époque, car de nombreuses cités-états étaient alors en voie de perdre leur indépendance sous la conquête d'Alexandre le Grand. À Rome, au IIe siècle av. J.-C., l’historien Polybe se montre disciple d’Aristote dans sa description du « cycle constitutionnel », sa πολιτειῶν ἀνακύκλωσις. La Politique est commentée par Cicéron dans son De Republica et son De Legibus ; le penseur romain pouvait lire le traité d’Aristote grâce au grammairien Tyrannion qui essaya d’en réviser le texte ; c'est par l’intermédiaire de Cicéron que la doctrine politique du Stagirite exerça une influence certaine sur l’évolution des idées politiques dans le monde romain, en particulier pour l’exposé logique des règles juridiques par les juristes de l’époque impériale puis pour la pensée juridique du Bas Empire.

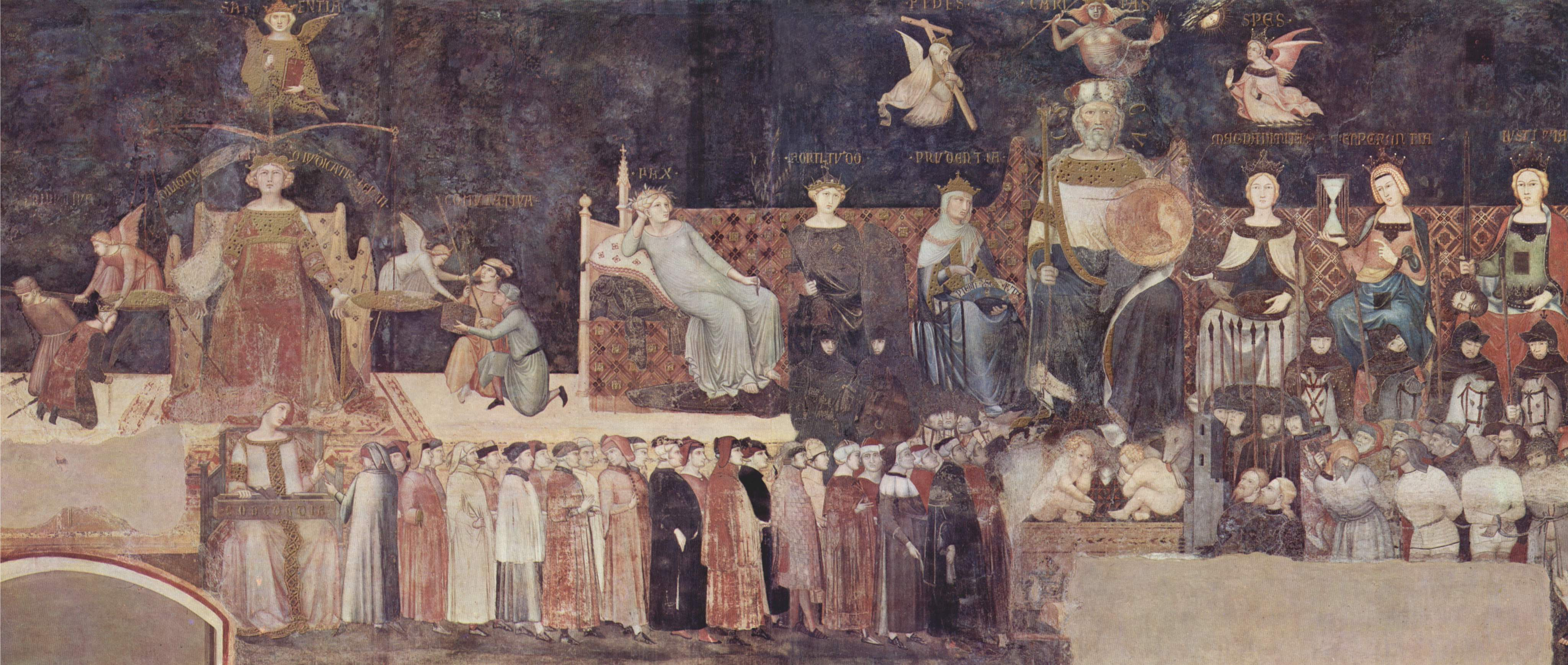
Allégorie du Bon Gouvernement, fresque d’Ambrogio Lorenzetti (vers 1339), d’inspiration aristotélicienne (Palazzo Pubblico, Sienne).

Au Moyen ÂgeDepuis le Moyen Âge chrétien, la renommée et l’influence d’Aristote n’ont cessé de grandir. En Orient, seul Michel d'Éphèse au temps de la Renaissance des lettres antiques à Byzance, a connu plusieurs grands ouvrages d’Aristote et a pris la Politique comme objet de son enseignement à Constantinople. Après avoir été longtemps oublié, l'ouvrage est redécouvert au XIIIe siècle, sans doute c. 1260, par Guillaume de Moerbeke : il en fait alors une traduction latine qui inspirera le commentaire de saint Thomas d'Aquin intitulé Commentarii in octo libros Politicorum Aristotelis ; elle inspire aussi saint Albert le Grand et Pierre d'Auvergne qui l'utilisent et la commentent. Saint Thomas d’Aquin est celui qui opère la synthèse la plus complète des principes aristotéliciens et chrétiens, comme on le voit à propos de la souveraineté qui appartient au peuple, bien que l’autorité des princes et magistrats vienne de Dieu  ; à sa doctrine, Thomas d’Aquin ajoute quelques correctifs empruntés à la Cité de Dieu de saint Augustin. Les arguments d’Aristote sont d’ailleurs invoqués dans une réflexion sur l'augustinisme. Dès la fin du XIIIe siècle, les textes d’Aristote jouissent d’une autorité exceptionnelle, comme le prouve le De Monarchia, en 1311, de Dante Alighieri ; dans sa Divine Comédie, le poète florentin salue Aristote comme « il maestro di color che sanno », « le Maître de ceux qui ont science ». En 1324, Jean de Jandun et Marsile de Padoue, dans leur Defensor Pacis (1324), demandent « la doctrine de vérité à l’oracle de la sagesse païenne, au divin Aristote ». La Politique est à cette époque commentée par les plus illustres docteurs chrétiens.
Durant la même période, deux franciscains d’Oxford, Roger Bacon et Richard de Middletown, considèrent l’œuvre d’Aristote comme la base de toute philosophie morale et politique, et en particulier de la philosophie sociale objective. Au XIVe siècle, la pensée d'Aristote entre dans la lutte qui oppose la papauté et l'empire, la querelle entre Boniface VIII et Philippe le Bel ; les partisans du pouvoir pontifical, Ptolémée de Lucques, Jacques de Viterbe, l’archevêque de Bourges, Gilles de Rome, et Jean Buridan de Béthune utilisent divers arguments tirés de la Politique ; leurs adversaires, Siger de Brabant et Jean de Paris prônent au contraire la séparation de l’Église et de l’État. Jean de Paris soutient le droit des jeunes nations à l’indépendance, donnant ainsi naissance à une notion élargie de la polis aristotélicienne qui sera une des bases des États modernes. La Politique d’Aristote a donc permis de préciser les théories des droits de l’État, et surtout les relations entre l’Église et l’État : les principes aristotéliciens deviennent ainsi l’introduction à la politique religieuse des temps modernes. Nicolas Oresme traduit et commente la Politique et l’Éthique d’Aristote en 1371, et rédige pour le futur Charles V un Traité de la première invention de la monnaie qui reprend les considérations du philosophe grec sur l’usure et l’économie monétaire. 
Aux XVe et XVIe sièclesÀ l’aube des temps modernes, les conditions historiques et religieuses sont réunies pour que la Politique connaisse une grande vogue ; les éditions, les traductions et les paraphrases d’Aristote se multiplient partout en Europe. La nouvelle traduction proposée par Leonardo Bruni d’Arezzo suscite parmi les humanistes de nombreux admirateurs au philosophe grec. C’est à Venise que paraît en 1498 l’édition princeps des œuvres d’Aristote en grec. Les villes d’Italie, qui connaissent à cette époque d’incessants changements de régime politique, offrent comme une illustration vivante des théories aristotéliciennes sur les révolutions dans les oligarchies et les démocraties ; on puise alors dans la Politique des arguments pour conforter les notions de citoyenneté, de droit naturel dans la vie en société, et pour limiter le pouvoir dominateur des princes et des dynastes. La Réforme protestante, avec Luther et Calvin, contribue, quant à elle, à ruiner la théocratie pontificale et à renouveler la conception du pouvoir temporel. C’est sans doute Machiavel qui emprunte le plus à Aristote : il reprend la notion d’État au sens moderne du mot, et présente à la manière d’Aristote les différents régimes politiques ; pour dresser le portrait du Prince (1513), énergique et habile mais capable aussi de cynisme et de fourberie si le succès est à ce prix, il utilise les livres V et VI de la Politique où Aristote fait le portrait du tyran. Les emprunts au philosophe grec sont évidents également dans les Discours sur la première décade de Tite-Live où Machiavel présente les trois formes traditionnelles de régimes politiques et définit son idéal, le gouvernement mixte d’une « république » dans laquelle « le prince, les grands et le peuple, gouvernant ensemble l’État, peuvent plus facilement se surveiller entre eux. » À la même époque, un grand nombre d’humanistes reprennent dans leurs œuvres les notions fondamentales d’Aristote sur la nature de l’État qui a pour fin le bien commun, sur le consentement des citoyens et sur les mérites des gouvernants : c’est le cas de Guillaume Postel, du dominicain espagnol Francisco de Vitoria, des penseurs réformés  Théodore de Bèze et François Hotman, mais surtout d’Érasme avec son traité sur l’Institution du prince chrétien (en) (1516) destiné au futur Charles Quint, et du fervent lecteur d’Aristote que fut Thomas More, auteur de L'Utopie ; pour lui comme pour le philosophe grec, les fonctions publiques sont électives, et pour les remplir, seul le mérite compte. Jusqu’au début du XVIIe siècle, dans toute l’Europe, les penseurs poursuivent un dialogue fécond avec Aristote mais aussi entre eux, et leurs œuvres se succèdent en controverses doctrinales et politiques : citant abondamment la République de Platon et la Politique d’Aristote, Jean Bodin insiste sur la vertu de justice comme fondement de la vie sociale et politique, dans Les Six Livres de la République (1576) ; George Buchanan dans son De Jure Regni apud Scotos (1579) et le jésuite espagnol Juan de Mariana dans son De Rege et Regis Institutione (1598-1599) admettent tous deux la légitimité de l’insurrection contre le tyran ; le philosophe calviniste allemand Johannes Althusius dans sa Politica methodica digesta (1603) développe des théories démocratiques ; deux jésuites, l’espagnol Francisco Suárez, « l’un des plus éminents représentants de la philosophie du droit », dans son De Legibus ac de Deo Legislatore (1612), et l'italien saint Robert Bellarmin dans ses traités, reprennent les notions fondamentales d’Aristote. Le XVIe siècle voit ainsi définies les notions d’État et de souveraineté à partir des principes d’Aristote, et avec elles, vont apparaître de nouvelles normes juridiques qui vont permettre au Hollandais Hugo Grotius de fonder le droit international public, dans son De Jure Belli et Pacis (1625) .
Aux XVIIe et XVIIIe sièclesL’influence du philosophe grec se fait encore fortement sentir, et il n’est aucun penseur à cette époque qui ne soit largement tributaire de la Politique, sans toujours indiquer la source de ses emprunts. Hobbes fait, comme Aristote, l’étude des diverses formes de gouvernement dans ses Elementa philosophica : de Cive (1642) et dans son Leviathan ; Spinoza dans son Tractatus theologico-politicus (1670) confère à la communauté politique un pouvoir absolu ; pour le libéral John Locke et son Essai sur le Gouvernement civil (1690), cette communauté politique résulte au contraire d’une acceptation volontaire, un agreement tacite ou expresse, l’État assurant à l’individu, délivré de l’insécurité, la jouissance paisible de ses biens. Parmi les philosophes français, Montesquieu est sans conteste celui qui se montre le plus proche disciple d’Aristote. Dans L'Esprit des Lois (1748), il distingue, lui aussi, constitution et lois particulières qui en découlent, ainsi que trois gouvernements : monarchie, despotisme et république, le principe de la république étant la vertu ; Montesquieu traite des climats, étudie les finances, l’esclavage, le commerce, la monnaie et l’éducation, autant de thèmes qu’il emprunte directement à Aristote. Jean-Jacques Rousseau dans son Contrat social (1761) reprend également la classification aristotélicienne des trois formes de gouvernement : monarchie, aristocratie et démocratie, et fait intervenir aussi le territoire et le climat. Il insiste comme le philosophe grec sur l’éducation du futur citoyen, dans l’Émile (1762). Condorcet publie la Vie de Turgot en 1789, et Esquisse d'un tableau historique des progrès de l'esprit humain (1794). À la base de toute société, il place la raison universelle, analogue à l’Intellect actif d’Aristote, et comme lui, il attache une grande importance à l’éducation. Ces efforts des philosophes et penseurs politiques pour préciser la notion de liberté civique et personnelle, à la suite des caractéristiques de la citoyenneté étudiées par Aristote, devaient contribuer à définir les droits du citoyen, tels qu’on les trouve dans la Déclaration des droits de l'homme et du citoyen de 1789.
Depuis le XIXe siècle, dans toute l’Europe, de très nombreuses éditions, traductions et études ont été publiées, témoignant de l’intérêt universel de la Politique d’Aristote, qui reste, selon le mot du grand historien Eduard Zeller, « le plus important de tous les travaux que nous ayons dans le domaine de la science politique ». Un colloque réunissant six experts issus du monde académique européen s’est même tenu à l’UNESCO en novembre 2016 sur le thème « Enseigner Aristote », et a montré que « les écrits de ce grand penseur de l’antiquité ne sont pas frappés d’un risque d’obsolescence et leur intégration sous des formes appropriées dans nos méthodes éducatives n’est pas une idée incongrue. »